# Parmènides
|  | Aquest article tracta sobre el filòsof Parmènides. Si cerqueu el diàleg de Plató, vegeu «Parmènides (diàleg)». |

Parmènides (llatí: Parmenides, en grec antic: Παρμενίδης, 570 aC-475 aC) fou filòsof presocràtic dels més importants de l'antiga Grècia. Provenia d'una família benestant; era fill de Pires, i havia nascut a la colònia grega d'Èlea (actualment Vèlia, província de Salern), a la Magna Grècia, que havia estat fundada poc temps abans.
Fou alumne de Xenòfanes, mestre de Zenó d'Èlea i, sembla, mestre de Melissos. Considerat per molts el seu més important membre, Parmènides pertany a l'escola d'Èlea. Recollint la contraposició de Xenòfanes de Colofó entre certesa i opinió, Parmènides considerà que l'únic camí per arribar a la veritat és la raó i que el que ens ofereixen els sentits són pures aparences: només des de la raó podem entendre l'autèntica naturalesa de les coses.
Plató diu que va anar a Atenes als 65 anys acompanyat de Zenó (de 40 anys) i es va fer amic de Sòcrates, que era llavors força jove. Això hauria passat vers l'olimpíada 80 o la 81. Eusebi de Cesarea diu que va florir a l'olimpíada 80. Alguns autors el fan membre de l'escola pitagòrica, però se'l considera generalment entre els eleàtics. Va deixar diverses lleis per al govern de la seva ciutat natal.
Encara que alguns historiadors creguin que no coneixia l'obra d'Heràclit, alguns fragments del poema d'aquest metafísic grec fan pensar que l'obra de Parmènides, de fet era, almenys parcialment, una crítica contra el pensament d'Heràclit. Malgrat això, l'obra d'Heràclit i la de Parmènides no són tan antagòniques com pugui semblar i, de fet, tenen algun paral·lelisme en comú entre l'una i l'altra.

## Biografia

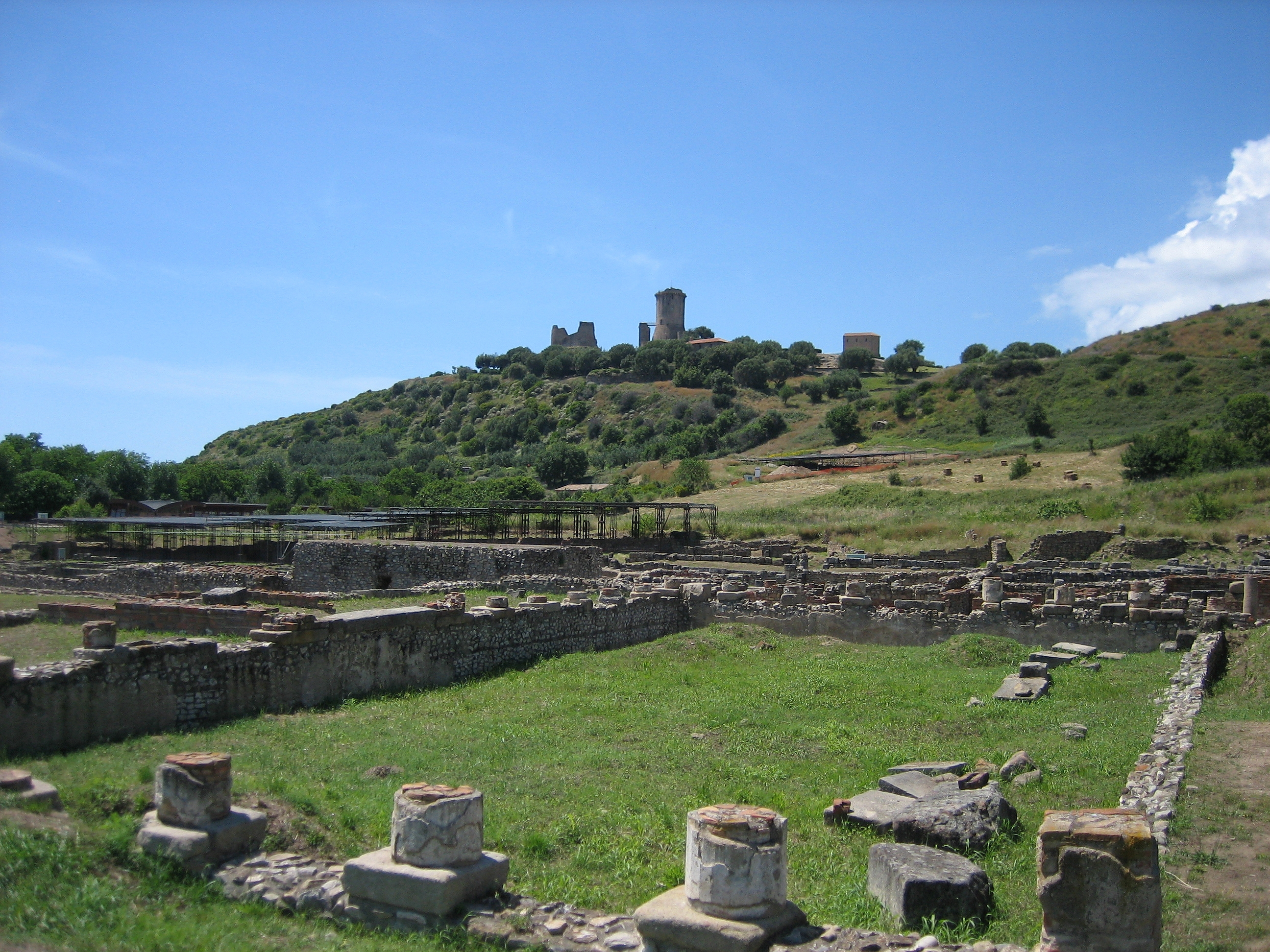
Vèlia (Èlea en grec), la ciutat on va néixer Parmènides

### Procedència
Parmènides va néixer a Èlea, situada en la Magna Grècia. Diògenes Laerci diu que el seu pare va ser Pires, i que va pertànyer a una família rica i noble. També és Laerci qui transmet dues fonts divergents pel que fa al mestre del filòsof. L'una, dependent de Soció, assenyala que primer va ser alumne de Xenòfanes de Colofó, però que no el va seguir, i que després es va associar amb un pitagòric, Aminies, al qual va preferir com a mestre. Una altra tradició, dependent de Teofrast, indica que va ser deixeble d'Anaximandre.

### Datació

Hipòtesi sobre l'any de naixement de Parmènides i data de composició del seu poema

Tot el relatiu a la datació de Parmènides —la data del seu naixement, de la seva defunció, així com l'època de la seva activitat filosòfica— està embolicat en foscor irremeiablement; els estudiosos barregen conjectures a partir de dades de dubtosa veracitat relatives a la seva data de naixement i el floruit del filòsof, sense que sembli poder-se establir cap data ferma més enllà de vacil·lants aproximacions.

#### Data de naixement
Totes les conjectures sobre la data de naixement de Parmènides es basen en dues fonts antigues. L'una procedeix d'Apol·lodor i ens la transmet Diògenes Laerci: aquesta font marca la 69a Olimpíada (entre el 504 aC i el 500 aC) com a moment de maduresa, i situa el seu naixement 40 anys abans (544 aC ? 540 aC). L'altra és Plató, en el seu diàleg Parmènides. Allí Plató compon una situació en la qual Parmènides, de 65 anys, i Zenó, de 40, viatgen a Atenes per assistir a les Grans Panatenees. Coneixen en aquesta ocasió Sòcrates, que era encara molt jove, segons el text platònic.
És coneguda la inexactitud de les datacions provinents d'Apol·lodor, que tria la data d'un succés històric per fer-la coincidir amb la maduresa —l'acme— d'un filòsof, maduresa que aconseguien invariablement als quaranta anys. A més, intenta fer coincidir sempre la maduresa d'un filòsof amb el naixement del seu suposat deixeble. En aquest cas, Apol·lodor, segons Burnet, es basa en la data de la fundació d'Èlea (540 aC) per situar cronològicament la maduresa de Xenòfanes de Colofó i, per tant, el naixement del seu suposat deixeble, Parmènides.
És per això pel que Burnet i els filòlegs posteriors com Cornford, Raven, Guthrie i Schofield van preferir basar els càlculs en el diàleg platònic. Segons aquests últims, el fet que Plató addueixi tants detalls respecte de les edats en el seu text és un signe que escriu amb precisió cronològica. Diu Plató que Sòcrates era molt jove, i s'interpreta que això significa que tenia menys de vint anys. Coneixem l'any de la mort de Sòcrates, 399 aC, i la seva edat: tenia al voltant de setanta anys. Per això, coneixem també la data del seu naixement: 469 aC. Les Grans Panatenees se celebraven cada quatre anys, i de les que es van celebrar durant la joventut de Sòcrates (454, 450, 446), la més probable és la del 450 aC, quan Sòcrates tenia 19 anys. I, si en aquesta trobada Parmènides tenia prop de 65 anys, el seu naixement es va produir al voltant del 515 aC.
No obstant això, ni a Raven ni a Schofield —que segueix al primer— els sembla enterament satisfactòria una datació basada en un diàleg platònic tardà. Altres estudiosos, directament, prefereixen no comptar amb les dades platòniques i proposen altres dates. D'acord amb un estudiós dels diàlegs platònics, R. Hirzel, Conrado Eggers Lan indica que l'històric no té per a Plató cap valor. El fet que se citi la trobada entre Sòcrates i Parmènides també en els diàlegs Teetet (183i) i Sofista (217c) només indica que s'hi refereix al mateix succés fictici, i això és possible perquè es considera tant el Teetet com el Sofista posteriors al Parmènides. En Sof. 217c, s'atribueix a Parmènides el procediment dialògic de Sòcrates, la qual cosa confirmaria que aquesta no és més que una referència a la situació dramàtica fictícia del diàleg. Eggers Lan proposa, a més, una correcció de la data tradicional de la fundació d'Èlea. Basant-se en Heròdot I, 163-167, que indica que els foceus, després de derrotar els cartaginesos en batalla naval, van fundar Èlea, i afegint la referència de Tucídides I, 13, en què s'indica que tal batalla va ocórrer en temps de Cambises II, es pot situar la fundació d'Èlea entre el 530 aC i 522 aC. Llavors, Parmènides no podria haver nascut abans del 530 aC. Tampoc després del 520 aC, atenent al fet que és anterior a Empèdocles. Aquest últim procediment de datació tampoc és infal·lible, perquè s'ha posat en dubte que el fet que vincula els passatges d'Heròdot i Tucídides sigui el mateix. Néstor Luis Cordero també rebutja la cronologia basada en el text platònic, i la realitat històrica de la trobada, en favor de la data tradicional d'Apol·lodor i Diògenes Laerci. Segueix la data tradicional de la fundació d'Èlea en el 545 aC, assenyalant-ho no solament com a terminus post quem, sinó com a data possible del naixement de Parmènides. De la qual cosa conclou que els seus pares van formar part del contingent fundador de la ciutat, i que va ser contemporani d'Heràclit.

#### Cronologia relativa a altres presocràtics
Més enllà de les especulacions i inexactituds sobre la seva data de naixement, alguns especialistes han tornat la mirada a certs passatges de la seva obra per precisar la relació de Parmènides amb altres pensadors. Es va creure trobar en el seu poema certes al·lusions polèmiques a la doctrina d'Anaxímenes de Milet i els pitagòrics (fragment B 8, vers 24, i frag. B 4), i també contra Heràclit (frag. B 6, vv. 8?9), mentre que Empèdocles i Anaxàgores es refereixen sovint a Parmènides.
La referència a Heràclit ha estat debatuda. La tesi de Bernays que Parmènides ataca Heràclit, a la qual es van adherir Diels, Kranz, Gomperz, Burnet i uns altres, va ser discutida per Reinhardt, a qui va seguir Jaeger.
A Guthrie, li sembla sorprenent que Heràclit no hagués censurat Parmènides si l'hagués conegut, com va fer amb Xenòfanes de Colofó i Pitàgores. La seva conclusió, no obstant això, no sorgeix d'aquesta consideració, sinó que assenyala que, per la importància del seu pensament, Parmènides parteix en dues la història de la filosofia presocràtica; per tant, la seva posició respecte a altres pensadors és fàcil de determinar. I, des d'aquest punt de vista, la filosofia d'Heràclit li sembla preparmenídea, mentre que les d'Empèdocles, Anaxàgores i Demòcrit són postparmenídees.

### Ocupacions i anècdotes

#### Legislador
Plutarc, Estrabó i Diògenes —seguint el testimoniatge d'Espeusip— coincideixen a afirmar que Parmènides va participar en el govern de la seva ciutat, organitzant-la i donant-li un codi de lleis admirable.

#### Metge

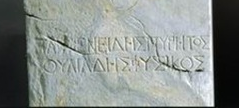
Detall del pedestal trobat a Vèlia. Les inscripcions gregues es feien solament en majúscules, i sense espais. Així és com segueix:
ΠΑΜΕΝΕIΔΗΣ ΠΥΡΗΤΟΣ
ΟΥΛΙΑΔΗΣ ΦΥΣΙΚΟΣ

El 1969, es va produir a Vèlia una troballa arqueològica que va aportar un nou element a les especulacions sobre la vida de Parmènides. Es va trobar el pedestal d'una estàtua del segle I dC amb quatre paraules: ΠΑ[Ρ]ΜΕΝΕΙΔΗΣ ΠΥΡΗΤΟΣ ΟΥΛΙΑΔΗΣ ΦΥΣΙΚΟΣ. Les dues primeres diuen clarament (només cal restituir una Ρ en el nom): «Parmènides, fill de Pires». La quarta paraula, φυσικός (fysikós, «físic»), era comunament usada per a designar els filòsofs que es dedicaven a l'observació de la natura. En canvi, no hi ha acord sobre el significat de la tercera (οὐλιάδης, ouliadēs): pot significar simplement «natural d'Èlea» (el nom Velia és en grec Οὐέλια), o «pertanyent als Οὐλιος» (Ulis), això és, a una escola de metges (el patró dels quals era Apol·lo Uli). Si aquesta última hipòtesi fos certa, Parmènides seria llavors, a més de legislador, metge. La hipòtesi es reforça amb les idees contingudes en el fragment 18 del seu poema, que conté observacions anatòmiques i fisiològiques. No obstant això, altres especialistes opinen que l'única certesa que es pot extreure del descobriment és la de la importància social de Parmènides en la vida de la seva ciutat, ja assenyalada pels testimoniatges que indiquen la seva activitat com a «jurista».

#### Visita a Atenes
Plató, en el seu diàleg Parmènides, relata que, acompanyat del seu deixeble Zenó d'Èlea, Parmènides va visitar Atenes quan tenia aproximadament 65 anys i que, en tal ocasió, Sòcrates, llavors un home jove, va dialogar amb ell.
Ateneu de Naucratis havia notat que, si bé les edats fan (amb prou feines) possible un diàleg entre Parmènides i Sòcrates, que Parmènides hagi sostingut argumentacions semblants a les sostingudes en el diàleg platònic és una cosa que sembla impossible.
Sense comptar amb alguns especialistes que tenen en molta estima les dades cronològiques provinents del diàleg platònic, en l'actualitat es considera que la visita a Atenes i la trobada i conversa amb Sòcrates són ficció. Les al·lusions al fet en altres obres platòniques solament són referències al mateix diàleg fictici i no a un fet històric.

## Obra
Anteriorment, es considerava que Parmènides va escriure només una obra, titulada Sobre la natura. És un poema didàctic escrit en hexàmetres. La llengua en la qual va ser escrit és un artifici en què es va expressar l'èpica, el dialecte homèric.

### Datació
El vers 24 del fragment 1 conté una paraula que ha servit per a iniciar especulacions sobre la datació de la composició del poema. Allí la deessa parla al receptor del missatge, presumptament el mateix Parmènides, anomenant-lo κοῦρε (koûre, «jove»). S'ha pensat que aquesta paraula fa referència a un home no major de trenta anys i, tenint en compte la seva data de naixement, podem situar la creació del poema entre el 490 aC i el 475 aC. Però, s'ha objectat que la paraula ha de ser entesa en el seu context religiós: indica la relació de superioritat de la deessa respecte a l'home que rep la seva revelació. Guthrie recolza aquesta idea, amb una cita (Aristòfanes, Els ocells, 977) en què el vocable justament assenyala no l'edat d'una persona (que, d'altra banda, no és jove), sinó la seva situació respecte a l'intèrpret d'oracles pel qual està interpel·lat. La seva conclusió és que és impossible dir a quina edat Parmènides va escriure el poema. Eggers Lan, a més de citar un altre ús de κοῦρε (Homer, Il·ltre. VI, 59) en què la paraula pot al·ludir no a un home de trenta anys sinó a un adolescent, assenyala que el menys probable és que el poema hagi estat compost immediatament després de l'experiència religiosa que relata.

### Transmissió textual
El poema de Parmènides, com a obra completa, es considera perdut de manera irremeiable. Va ser copiat moltes vegades, però l'última referència de l'obra completa la fa Simplici al segle VI: escriu que aquesta ja s'havia tornat rara llavors (Física, 144). El que ens arriba del poema són cites fragmentàries, presents en les obres de diversos autors. En això, Parmènides no es diferencia de la majoria dels filòsofs presocràtics. El primer que el cita és Plató, després Aristòtil, Plutarc, Sext Empíric i Simplici, entre d'altres. De vegades, un mateix grup de versos és citat per més d'un d'aquests autors, i això fa que els especialistes puguin determinar més fàcilment quina és la còpia que s'assembla més a l'original. D'altres vegades, la situació és diferent, i la cita és única. La reconstrucció del text, a partir de la reunió de totes les cites existents, va començar en el Renaixement i va culminar amb l'obra de Hermann Alexander Diels, Die Fragmente der Vorsokratiker, del 1903, que va recollir els textos de la majoria dels filòsofs anteriors a Plató. En aquesta obra, figuren un total de 19 «fragments» presumptament originals de Parmènides, dels quals 18 estan en grec i un consisteix en una traducció rítmica en llatí. Del poema, s'han conservat 160 versos. Segons estimacions de Diels, aquests versos representen al voltant de nou dècims de la primera part (la «via de la veritat»), més un dècim de la segona (la «via de l'opinió»). L'obra de Diels va ser reeditada i modificada per Walther Kranz el 1934. L'edició va tenir tanta influència en els estudis que avui se cita Parmènides (així com als altres presocràtics) segons l'ordre proposat per Diels i Kranz. Parmènides ocupa allí el capítol 28, per la qual cosa se'l sol citar amb l'abreviatura DK 28, afegint després el tipus de fragment (A = comentaris antics sobre la vida i la doctrina; B = els fragments del poema original) i, finalment, el nombre de fragment (per exemple, «DK 28 B 1»). Encara que aquesta edició sigui considerada canònica pels filòlegs, han aparegut nombroses reedicions que han proposat un nou ordre dels fragments, i alguns especialistes, com Allan Hartley Coxon i Néstor Luis Cordero, han realitzat col·lacions sobre els manuscrits en les quals es conserven algunes de les cites, però han posat en dubte la fiabilitat de la lectura i l'establiment del text de Diels.

### La forma de poema èpic didàctic
Molt s'ha dit de la forma poètica del seu escrit. Plutarc va considerar que solament era una manera d'evitar la prosa, i va criticar la seva versificació. Procle va dir que, malgrat utilitzar metàfores i tropos, forçat per la forma poètica, el seu escrit no deixa de ser més semblant a la prosa que a la poesia. Simplici, a qui devem la conservació de la major part del text que ens ha arribat, sosté una opinió semblant: no cal sorprendre's de l'aparició de motius mítics en el seu escrit, a causa de la forma poètica que utilitza.
Per a Werner Jaeger, l'elecció de Parmènides basant-se en la forma de poema èpic didàctic és una innovació molt significativa. Involucra, d'una banda, el rebuig de la forma de prosa introduïda per Anaximandre. Per una altra, significa un vincle amb la forma de la Teogonia d'Hesíode. Però el vincle no solament afecta la forma, sinó també certs elements del contingut: en la segona part del poema de Parmènides (fragments B 12 i 13), apareix l'Eros cosmogònic d'Hesíode (Teogonia 120), juntament amb un gran nombre de deïtats al·legòriques com la Guerra, la Discòrdia, el Desig, l'origen dels quals en la Teogonia no pot posar-se en dubte. No obstant això, cal notar que en posar aquests elements cosmogònics en la segona part, dedicada al món de l'aparença, també involucra el rebuig d'aquesta forma d'entendre el món, forma aliena a la veritat per a Parmènides.
Hesíode havia presentat el seu poema teogònic com una revelació procedent d'éssers divins. Havia fet de la invocació a les muses —ja una convenció èpica— el relat d'una experiència personal d'iniciació en una missió única, la de revelar l'origen dels déus. Parmènides, en el seu poema, presenta el seu pensament sobre l'ens un i immòbil com una revelació divina, com per derrotar Hesíode en el seu propi joc.

### Contingut

#### Proemi
El poema de Parmènides comença amb un proemi de caràcter simbòlic del qual posseïm 32 versos. Els primers trenta versos han estat conservats per Sext Empíric, que ens els ha transmès en Adversus Mathematicos VII, 111ss. Alhora, Simplici transmet en De Cael 557, 25ss, els versos del 28 al 32. El proemi figura com el primer fragment en la recopilació de Diels (DK 28 B 1).
En el proemi, Parmènides descriu el viatge que fa «l'home que sap»: un viatge amb carro, tirat per un parell d'egües, i conduït per les Helíades (versos 1-10). El camí pel qual és conduït, allunyat del camí usual dels mortals, és la ruta de la nit i el dia, camí que està interromput per un immens portal de pedra, la guardiana del qual és Dike. Les filles del sol la persuadeixen, i aquesta obre la porta perquè passi el carro (vv. 11-21). El narrador és rebut per una deessa, el discurs de la qual, que comença en el vers 24, és el contingut de la resta del poema. Aquesta li indica, en primer terme, que no ha estat enviat per un destí funest, sinó pel dret i la justícia (vv. 26-28). En virtut d'això, segueix, és necessari que conegui totes les coses, tant «el cor incommovible de la veritat persuasiva» com «les opinions dels mortals», perquè, malgrat que en aquestes «no hi ha convicció veritable», no obstant això han gaudit de prestigi (vv. 28-32).

#### Les vies de la indagació
Procle conserva, en Timeu I 345, 18-20, dos versos del poema de Parmènides, que juntament amb sis versos transmesos per Simplici, en Física, 116, 28-32-117, 1, formen el fragment 2 (28 B 2). Allí, la deessa parla de dues «vies d'indagació que es poden pensar». La primera és nomenada de la següent manera: «que és, i també, no pot ser que no sigui» (v. 3); la segona: «que no és, i també, cal que no sigui» (v. 5). La primera via és la «de la persuasió», que «acompanya a la veritat» (v. 4), mentre que la segona és «completament inescrutable» o «impracticable», ja que «el que no és» no es pot conèixer ni expressar (vv. 6?8).
Un fragment (B 3) conservat per Plotí, Enèada V, 1, 8, fa referència a això últim: el que ha de ser pensat és el mateix que ha de ser.
En el fragment B 6, nou versos conservats per Simplici, també en la seva Física (86, 27-28 i 117, 4-13), continuen parlant de les vies de pensament. Els primers tres versos argumenten en contra de la segona via, presentada en B 2, v. 5: postula que és necessari pensar i dir que «el que és» és, ja que és possible que sigui, mentre que és impossible que «no-res» sigui. I aquesta és la raó per la qual la deessa aparta l'«home que sap» de la segona via. Immediatament, la deessa parla d'un tercer camí que ha de deixar-se de costat: aquell en el qual passegen els mortals errants, ja que són arrossegats per una ment vacil·lant, que considera que ser i no ser és el mateix, i alhora no és el mateix (vv. 4-9). És la via de l'opinió, presentada ja en A 1, v. 30.
Un altre fragment (B 7), citat en part per Plató, Sofista 242 a (els primers dos versos), i en part per Sext Empíric, en Adversus Mathematicus, VII, 111 (els següents cinc versos), segueix aquesta reflexió i la conclou: no hi ha manera de provar «que és el que no és» (v. 1). Per això, la deessa indica que cal apartar-se d'aquest camí de la indagació, anant fins i tot contra el costum, que guia la «mirada desatenta» i l'«oïda ressonant i la llengua», és a dir, els sentits (vv. 2-4). En canvi, recomana seguir la seva polèmica argumentació amb el raciocini (vv. 5-6). Part del vers 6, i el que queda del 7, connecten el tema de les vies d'indagació amb el fragment A 8: només queda el discurs sobre el camí que tracta d'«el que és».

#### Els signes de la via de la veritat, determinacions d'«el que és»
Simplici còpia de l'obra de Parmènides un important fragment (B 8) en Física 145, 1-28 i 146, 1-24. Allí, la deessa descriu una sèrie de «signes» o «senyals» sobre «el que és», que estan al llarg del camí i que venen a ser un conjunt de predicats de l'ens (vv. 1-2). Aquests són els d'«inengendrat», «indestructible», «íntegre», «únic», «inestremible» (o «immòbil», ἀτρεμής) i «perfecte» (vv. 3-4).
Des del vers 5 al 21, es desenvolupa un extens argument en contra de la generació i la corrupció. El vers 5 postula que «el que és» no va ser, ni serà, ja que és enterament «ara». D'altra banda, si no es pot comprendre ni dir res sobre «el que no és», llavors no hi ha possibilitat de trobar des d'on s'hauria generat, ni per què raó es generaria «abans» o «després», sorgint del no-res (vv. 6-10). És necessari que sigui completament, o que no sigui en absolut; per tant, no es pot admetre que del que no és sorgeixi alguna cosa que existeixi juntament amb «el que és» (vv. 11-12). La generació i la corrupció estan prohibides per la justícia, en virtut d'una decisió: «és o no és», i s'ha decidit abandonar aquest últim camí per inescrutable, i seguir el primer, únic camí veritable (vv. 14-18). Tampoc pot l'ens, sentir, néixer. I si va néixer, no és. Tampoc pot ser si va arribar a ser. Per tant, la generació està extinta, i la mort no pot conèixer-se (vv. 19-21).
A partir del vers 22 i fins al 25, el poema passa a tractar sobre la condició d'integritat de l'ens. No s'hi poden distingir parts, ja que és uniforme: no es dona en aquest el més i el menys, simplement està ple d'«el que és», i es troba solament amb si mateix.
La immobilitat és tractada des del vers 26 al 33. Aquesta s'entén primer com a negació del trànsit, com a generació i corrupció, les quals ja van ser repel·lides per la veritable convicció (vv. 26-28). Després diu que l'ens roman en el seu lloc, en si mateix i per si mateix, compel·lit per la necessitat, que el subjecta «amb forts llaços» (vv. 29-31). Una raó addicional de la seva immobilitat és que de res manca (v. 32), ja que, mancant d'alguna cosa, mancaria de tot (v. 33).
El contingut dels versos 34 a 36 està profundament relacionat amb el fragment B 3: postula que el que cal copsar és allò perquè és la intel·lecció: la intel·lecció mateixa (noein) està revelada en l'ens; de fet, no hi ha res més que ens.
La Moira manté l'ens íntegre i immòbil (vv. 37-38); això obliga a pensar que tot el que els mortals han pensat com a veritable no és més que un entramat de mers noms que designen canvis: néixer i morir, ser i no ser, variar de lloc i de color (vv. 39-41).
En el vers 42, el discurs s'ocupa del predicat de la perfecció, deduint que l'ens s'até al límit. La perfecció motiva Parmènides a introduir aquí una metàfora: és semblant a la massa d'una esfera ben arrodonida, perquè tota la seva superfície equidista del centre (vv. 43-44). No pot ser menor en algun lloc, perquè no hi ha «no ens» que ho permeti, ni hi ha ens que li permeti ser, en alguna part, més ens que en una altra part. Romanent idèntic a si mateix, es troba totalment en els seus límits (vv. 45-49).

#### Les opinions dels mortals
El final del fragment 8 correspon a una caracterització inicial de la via de l'opinió. La deessa indica que, amb les consideracions anteriors, acaba el discurs fidedigne, i comença un «ordre enganyós de paraules»: el de les opinions dels mortals (vv. 50-52). Aquests, els mortals, han donat noms a dues formes, amb la qual cosa s'han extraviat, perquè solament és lícit anomenar-ne una (v. 54). Van assignar a aquestes formes propietats diferents, i les van considerar oposades: d'una banda el foc, suau, lleuger i homogeni; per una altra, la nit, compacta i pesada (vv. 55-59). La deessa declara aquest discurs no ja veritable, sinó d'aparença versemblant, i ho comunica perquè, en l'ordre de les opinions, tampoc resulti superat el savi (vv. 60-61).
A partir d'això, la revelació es torna cosmologia, rivalitzant explícitament amb els sistemes físics dels pensadors anteriors. La cosmologia de la via de l'opinió ens ha arribat molt més fragmentada que el contingut de la via de la veritat. Els fragments que pertanyen a aquesta part del poema són des del B 9 fins al B 19, de divers origen, incloent-hi un que només coneixem en una traducció llatina (28 B 19).
El fragment 9 torna a esmentar el que en la part final del fragment 8 es descrivia com allò que els mortals han concebut com el fonament dual del món de l'aparença: els principis oposats «llum» i «nit», i diu que tot està ple d'aquests oposats, i que res no pertany exclusivament a un dels dos.
Els fragments 10 i 11 són introductoris de la cosmologia. Es tracta d'un coneixement sobre l'èter i els seus signes (o constel·lacions), l'obra del sol i de la lluna, la naturalesa del cel, i l'origen d'aquests fenòmens meteorològics (B 10), però també de la terra, la via làctia i l'Olimp (B 11).
En els fragments astronomicometeorològics, es postula com a estructura del cosmos l'existència d'uns anells concèntrics, de diversa naturalesa: Aeci diu que uns estan composts del rar i uns altres del dens, i d'altres compostos de llum i nit. Això últim pot confirmar-se en el mateix fr. 12, vv. 1-2, d'on es pot col·legir que els anells més propers al centre participaven més de foc, mentre que els més llunyans al centre estaven més plens de nit. Tots dos passatges presenten, enmig d'aquest cosmos, una deessa que governa totes les coses, però sobretot la barreja i atracció dels sexes, i el «detestable» naixement (B 12, 3-6). Aeci diu que aquesta deessa és Dike (Justícia) i Ananké (Necessitat).
També se'ns ha transmès un fragment (B 16), al costat de la seva corresponent explicació en el De sensu, 1ss, de Teofrast (A 46), que tracta de la teoria del coneixement sensible (sensació i percepció). Teofrast col·loca Parmènides entre els qui pensen que la sensació sorgeix per la semblança (entre el que sent i la cosa sentida). Considera Parmènides que tot està compost per dos elements, el calent i el fred, i d'aquesta barreja, present en els membres dels humans, depèn la intel·ligència d'aquests. De fet, la naturalesa de cada membre o òrgan, cosa en aquests és preponderant, és el que percep. Per això, els cadàvers, que han estat abandonats pel foc, la llum i la calor, solament poden percebre el contrari, el fred i el silenci. Tot el que existeix, conclou, inclou cert coneixement.

## Problemes textuals i interpretatius
El coneixement de la doctrina de Parmènides, com la de tots els pensadors de la seva època, es veu dificultat per la seva antiguitat. Això afecta la seva comprensió per diversos motius: des del punt de vista de la transmissió del seu pensament, la paleografia es troba amb problemes tals com l'estat fragmentari del text i la corrupció dels manuscrits, la qual cosa ha ocasionat llacunes en el text o passatges particularment difícils de llegir. Els especialistes intenten suplir això amb conjectures basades en el que es conserva en bon estat. Però, fins i tot aquests passatges són difícils d'interpretar a causa de les dificultats per determinar significats precisos dels vocables i les frases, tasca de la filologia clàssica. Tampoc és senzill oferir una interpretació general del poema que el situï dins de la producció literària de la seva època i que el vinculi amb les manifestacions anteriors i posteriors de la filosofia grega.
Tot això fa que la feina dels especialistes sigui fonamental per a una lectura i una comprensió lúcida del text. En els últims dos segles, la filologia i els historiadors de la filosofia grega han donat passos valuosos en la reconstrucció del text i la seva interpretació. Els seus intèrprets s'han recolzat també en comentaris de l'antiguitat clàssica i tardana, i en el coneixement de les obres antigues amb les quals han pogut establir comparacions i paral·lelismes.

### Anàlisi del proemi
Va ser costum entre els intèrprets del pensament de Parmènides deixar parcialment fora de consideració aquesta part del poema, reduint-la a una simple concessió a l'estil del poema epicodidàctic. La filologia recent, en canvi, li ha prestat l'atenció que mereix.

#### Les eugues i el carro

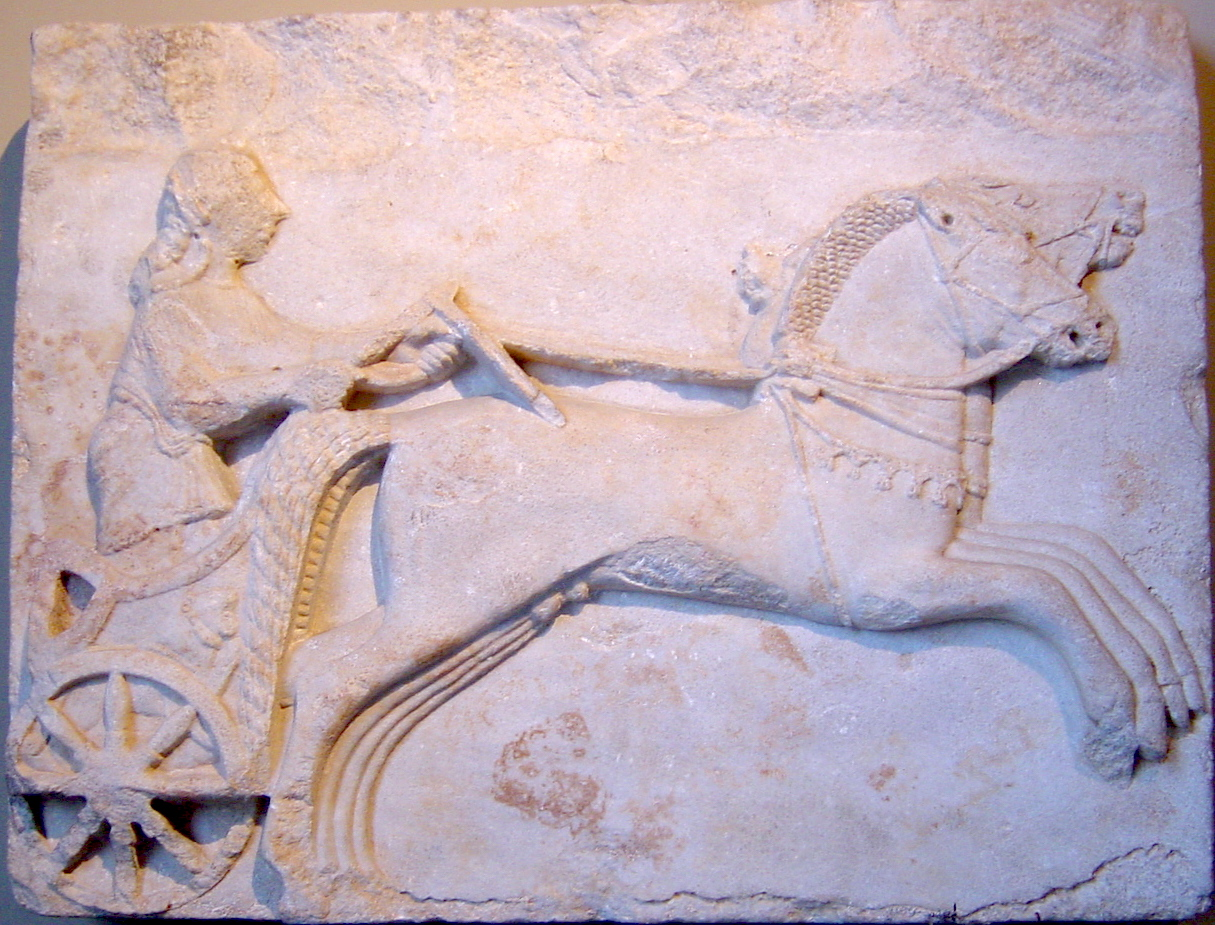
Auriga grec. Baix relleu de l'última cambra del procedent de Cízic, Museu Arqueològic d'Istanbul

El proemi, ple de reminiscències homèriques i hesiòdiques, s'inicia amb la descripció d'un viatge amb carro de dues rodes (v. 7), halat per un parell d'eugues, qualificades de πολύφραστοι (polýphrastoi, v. 4), «atentes» o «coneixedores». La imatge recorda els divins cavalls d'Aquil·les, que de vegades fins i tot estan dotats de veu. Píndar també ens ofereix una imatge similar de bèsties de tir que «condueixen» per un «camí pur» o «lluminós» (ἐν καθαρᾷ κελεύθῷ, en katharâ keleuthô, Olímpica VI, vv. 22?26). Hi ha tants elements comuns entre les composicions que Bowra considera, que o bé la de Píndar imita la de Parmènides —és posterior, del 468 aC— o bé, potser més probable, que tenen una font en comú de la qual tots dos es veuen influïts. Eggers Lan tradueix πολύφραστοι com «molt coneixedores», perquè saben reconèixer els signes del camí. Tot sembla voler suggerir que el carro va dirigit per poders superiors, i cal descartar, com diu Jaeger, la interpretació platonitzant de Sext Empíric, inspirada en el mite del «carro alat» narrat en el Fedre (246 d 3 — 248 d), en el qual el carro simbolitza l'ànima humana. Segurament, la composició guarda una relació més estreta amb el mite de la mort de Faetont, ja que tant ell com els aurigues d'aquest carro parmenidià són fills del Sol, i el camí que es transita és el de la Nit i el Dia (v. 11). Es tracta del mateix «carro solar».

##### El camí i el portal

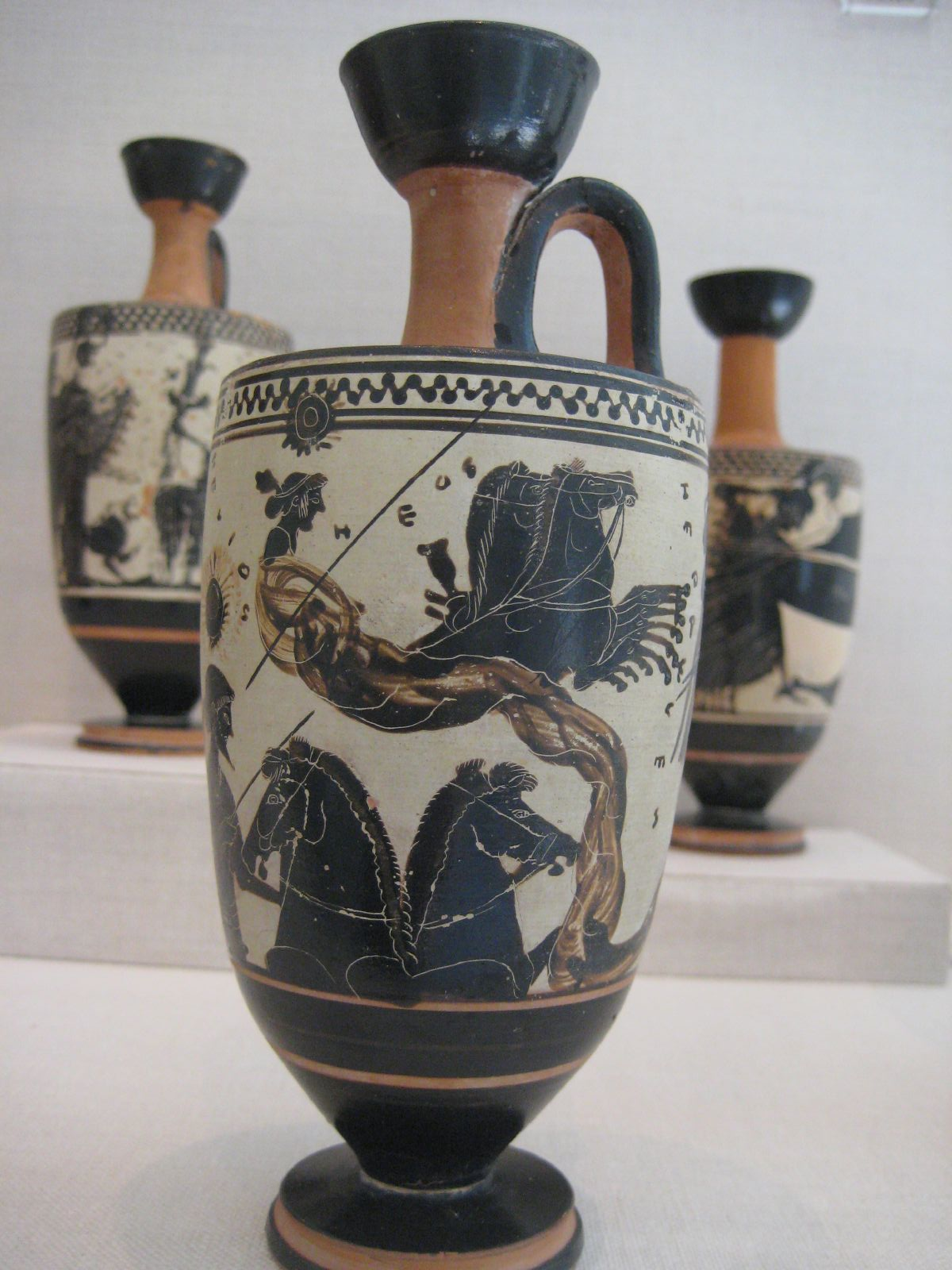
Helis i la nit. Lècit de figures negres del. Representa Helis, ascendint en la seva quadriga, la Nit, allunyant-se cap a l'esquerra i Eos a la dreta

El primer qualificatiu que rep el camí del proemi, πολύφημον (polýphemon), és d'interpretació discutida. Fraenkel nega que signifiqui «famós» i vincula el sentit de φήμη (phémê) a «notícia», «paraula de significació activa». D'altra banda, el diccionari Liddell–Scott–Jones presenta un passatge de Píndar, Ístmiques VIII, 64, en què la paraula té equivalència semàntica amb πολύφραστος (polýphrastos, 'famós'). Guthrie pensa que ambdues traduccions són possibles. Eggers Lan tradueix «abundant en signes», al·legant un paral·lelisme amb el passatge d'Odissea XX, 98-111, en què hi hauria una equivalència entre phémē, «signe», i sêma, «senyal».
En canvi, és segur que el poema presenta aquest camí com a «camí d'una divinitat» o «deessa» (v. 3). En aquest mateix vers, hi ha discrepàncies en la lectura d'un complement del verb φέρει (pherei, «portar», en 3a persona). Des que, el 1909, un erudit (H. Mutschmann) va creure llegir en el manuscrit les paraules κατὰ πάντ᾽ ἄστη (katà pánt 'ástē: «a través de totes les ciutats»), una gran quantitat d'estudiosos el van seguir: Diels, Burnet (que fins i tot diu, basat en aquesta lectura, que Parmènides va ser una mena de sofista itinerant), Guthrie, i Schofield per exemple. Jaeger ja havia criticat aquesta lliçó, i proposat una esmena: reemplaçar ἄστη per ἀσινῆ (asinê, «incòlume»), quan Coxon el 1968 acaba de confirmar, en una nova col·lació, que la lectura «ἄστη» no està recolzada per cap manuscrit. L'estat ple de llacunes del còdex obliga els especialistes a esmenar el text amb conjectures. Eggers Lan tradueix «en tot sentit» atenint-se només al conservat: κατὰ πάντ᾽ (katà pánta). Cordero proposa κατά πάν τα<ύ>τῃ (katà pàn taúte, «respecte de tot condueix aquí»). Bernabé el secunda en la seva última edició.
Aquest camí condueix des de l'«estatge de la Nit» cap a la llum (vv. 9-10). En el vers 11, es diu que el camí és «de la Nit i el Dia». Hesíode havia parlat de la «casa de la Nit» en la Teogonia, vv. 748ss, casa on tant la nit com el dia habiten, solament que de manera alternada, ja que mai la mansió acull tots dos alhora. La visió antiga de l'alternança de la Nit i el Dia es pot caracteritzar com un trànsit que realitzen tots dos per un mateix camí, però en posicions sempre diferents. El camí de la Nit i del Dia és, per tant, un únic camí. Hesíode situa geogràficament l'estatge de la Nit al centre de la Terra, als voltants del Tàrtar. En canvi, Parmènides situa la seva escena al cel, segons cal suposar pel material de l'obertura de les portes (són «etèries», v. 13).

##### Dice
Així com, en Homer, les portes de l'Olimp estan custodiades per les Hores, filles de Zeus i Temis (Ilíada, V, 749), el portal del poema parmenidià està custodiat per Dike, una d'elles. Dike representa la sentència que, en consideració al sancionat, obra per la reparació d'una injustícia. Per això, la hi adjectiva com a πολύποινος (polýpoinos, «rica en càstigs» o «venjadora», v. 14). Alguns comentaristes van afirmar que en el poema aquesta deessa s'identifica amb Ananke, la Necessitat, que seria la divinitat (δαίμων, dáimōn) que apareix en el fr. B 12, v. 3, de la «Via de l'opinió» com qui governa l'univers visible, la barreja i l'alternança del dia i la nit. Les Helíades persuadeixen, amb toves paraules, la deessa perquè corri el forrellat, però Dike finalment obre la porta.
L'expressió Δίκη πολύποινος (Dike polýpoinos) està present en un poema òrfic (fr. 158 Kern). Això, més el fet que Dike posseeix les claus «d'ús altern» o «de doble ús» (ἀμοιβἤ, amoibê, v. 14), un altre possible element ritual, va fer pensar en una estreta relació entre Parmènides i els cultes òrfics, tan abundants al sud d'Itàlia. El gir εἰδότα φῶτα (eidóta phōta, «persona que sap»), contraposat als mortals i la seva ignorància, no fa més que reforçar aquest vincle (vegeu Orfeu, fr. 233 Kern).

##### Moira, Temis

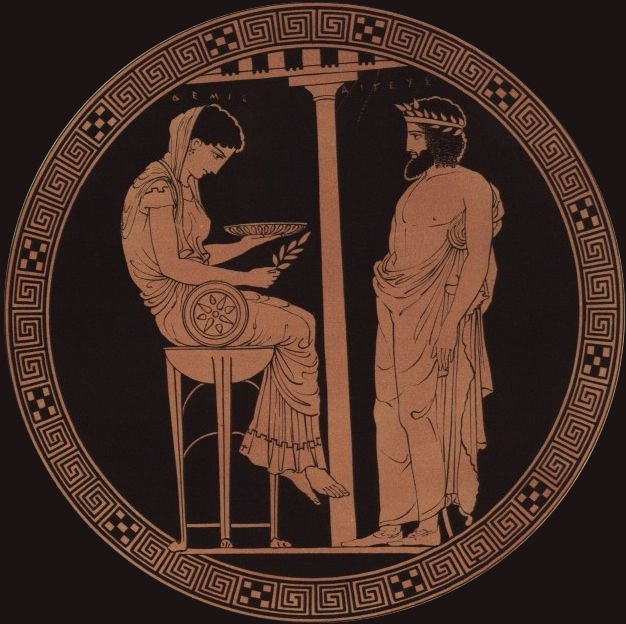
Temis i Egeu. Tondo de kílix de Volci, Pintor de Codre, 440 aC ? 430 aC

Una vegada que el carro franqueja el llindar, l'«home que sap» és rebut per una deessa —la identitat de la qual no es revela— amb un gest típic de benvinguda, prenent la mà dreta del que arriba amb la seva pròpia destra (vv. 22-23). Immediatament, reforçant el sentit del gest, la deessa diu: «alegra't, perquè no és una parca funesta la que et va enviar a recórrer aquest camí, que està allunyat de la petjada dels humans, sinó Temis i Dike» (vv. 26.28). La Parca o Moira (en singular o com a cor de tres divinitats, les Moires) és la divinitat que dispensa el destí als mortals, però també pot designar el destí mateix, la «part» assignada a cadascú. «Parca funesta» (μοîρα κακή, moîra kakê) és un gir èpic (p. ex., apareix en la Ilíada, XIII, 602) que designa, comunament, el destí de la mort. No és, diu la deessa, aquest destí el que ha conduït el protagonista per la ruta de la Nit i el Dia: l'autor sembla contraposar aquí el destí de l'«home que sap» amb Faetó, el desastrós periple del qual en el carro del Sol només va tenir fi amb la mort. «Moira» pertany al conjunt de divinitats relacionades amb la justícia divina, com Temis i Dike, que són les que han permès el trànsit d'un mortal per la ruta del sol. Temis personifica el dret consuetudinari; en l'èpica, és el conjunt de les normes de comportament social, no formulades, però que cap mortal pot desconèixer. Representa el límit entre «com ha de ser» i «com no ha de ser». La bona disposició que mostren les deesses vinculades al dret vol significar que el viatge ha estat permès o aprovat per la divinitat.

##### La deessa i les muses

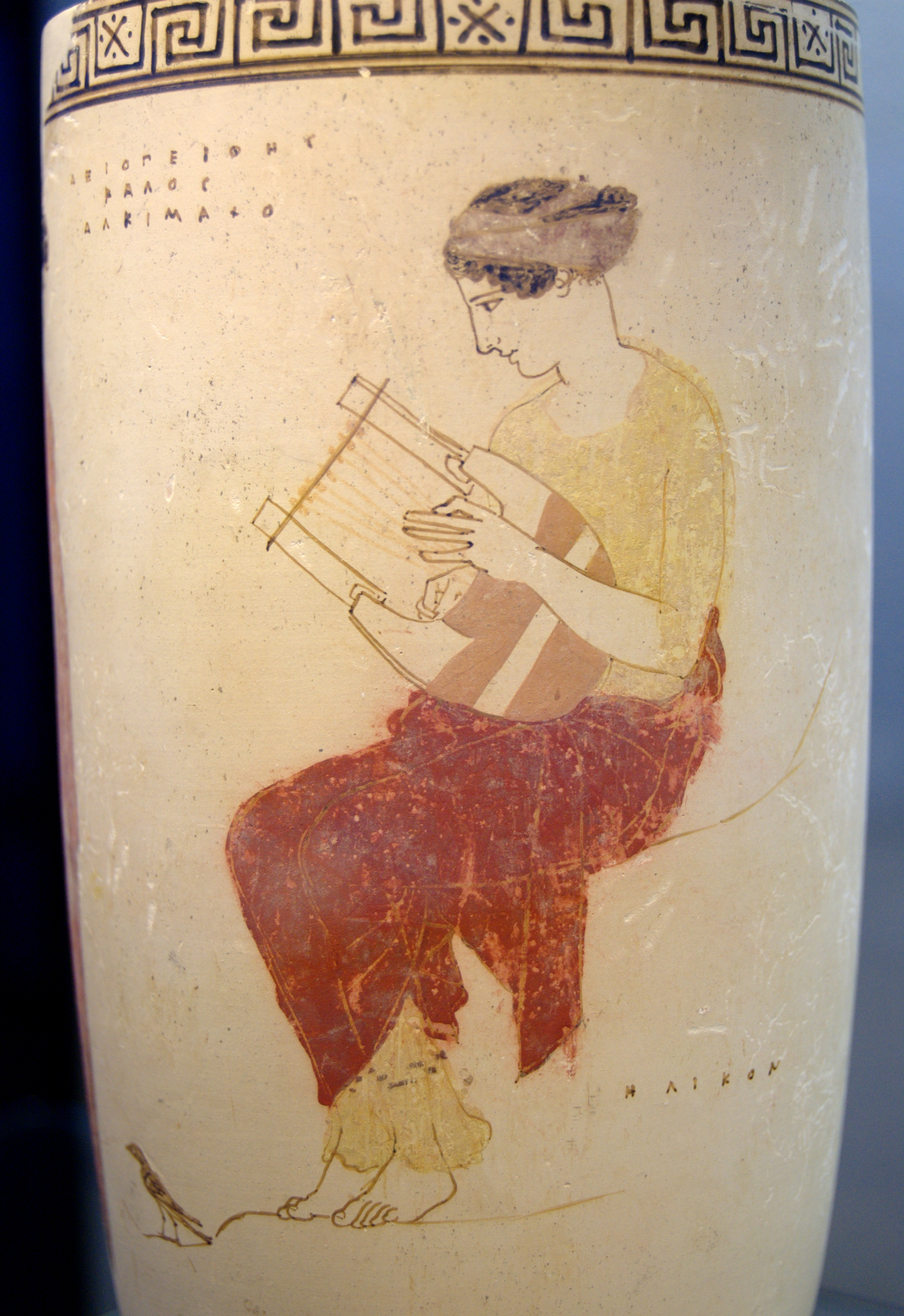
Musa tocant la cítara. Lecit àtic, Pintor d'Aquil·les, 440 aC ? 430 aC. La roca sobre la qual està asseguda té la inscripció Hēlikon, per tant representa una de les muses que van inspirar la Teogonia d'Hesíode

Després de la recepció, la dea indica que «és necessari» (amb connotacions també juridicoreligioses) que el narrador conegui totes les coses, diferenciades doblement, segons la seva possibilitat de ser descobertes ara de manera persuasiva, adés sense persuasió: d'una banda, el cor de la veritat, per un altre, les opinions dels mortals.
La lectura de l'atribut del «cor de la veritat» presenta diferències en els manuscrits. Alguns especialistes prefereixen la lliçó εὐκυκλέος (eukykléos, «ben rodona»), comparant aquesta paraula amb la idea del fragment B 5, llegat per Procle: allà diu la dea, respecte de la veritat, que no importa des d'on comenci, ja que allà tornarà: la cadena dels seus raonaments és circular. Uns altres llegeixen εὐπειθέος (eupeithéos, «persuasiva»), lectura tradicional, millor testificada i que també es pot defensar apel·lant al context, ja que després, per contraposició, es parla de les opinions dels mortals, en què no hi ha πίστις ἀληθές (pístis alēthés), «convicció» o «persuasió» veritable.
Els versos que indiquen la raó per la qual és necessari que el narrador conegui també les opinions dels mortals (vv. 31-32) són de difícil lectura i interpretació. Sembla indicar que la raó és que allò que és matèria d'opinió (τὰ δοκοῦντα, tà dokoûnta) ha estat reconegut com alguna cosa que abasta tot (πάντα περῶντα, panta perônta, «abastant tot»), o és un tot (πάντα περ ὄντα, panta per ónta, «sent tot»). La qual cosa ve a significar que les opinions són la totalitat del que els mortals podrien conèixer sense considerar la revelació de la deessa de Parmènides. Han gaudit necessàriament de prestigi i per això han de ser conegudes. El passatge està en estreta relació amb el final del fragment 8, v. 60ss, en què la deessa diu que exposa el discurs probable sobre l'ordre còsmic perquè cap opinió mortal avantatgi el receptor de la revelació.
La majoria dels especialistes coincideixen a mostrar l'estretíssima relació entre aquesta deessa innominada (θεά, theá) i les Muses de l'èpica: Homer la invoca amb la mateixa paraula en el primer vers de la Ilíada: «Canta, deessa?»; la divinitat és la que canta, en virtut que sap «totes les coses» (Il·ltre., II, 485). Les muses d'Hesíode fins i tot precisen alguna cosa similar al que s'ha dit per a la deessa parmenídea sobre el discurs veritable i l'aparent: «Sabem dir moltes mentides amb aparença de veritats; i sabem, quan volem, proclamar la veritat» (Teogonia, vv. 27ss).

##### Interpretacions
La crítica especialitzada està d'acord a acceptar que el proemi és intencionalment una al·legoria; val a dir que, per a Parmènides, el sentit superficial, el relat del viatge, és un mitjà per a expressar un significat profund, que és l'essencial. Està compost a partir d'una rica simbologia, que es nodreix principalment de la tradició èpica (tant d'Homer com d'Hesíode), però també de la simbologia òrfica i de relats i llegendes dels quals es nodreix la lírica.
Narra una experiència d'índole misticoreligiosa, però en el caràcter d'aquesta experiència els especialistes no concorden. Diels va suggerir que el viatge narrat en el proemi guarda certa semblança amb el dels xamans, humans amb el poder de viatjar amb la seva ànima mentre el seu cos roman en cert èxtasi, i Guthrie el vincula amb una línia de xamans testificada a Grècia, entre els quals hi hagué figures semillegendàries com Etàlides (Ferècides, fragment 8 DK), Aristeas (Heròdot, Historia IV, 13ss), Hermòtim (Plini, H. N. VII 174) i Epimènides (frag. 1 DK). Aquest últim es va topar amb les deesses Veritat i Justícia mentre dormia el seu cos, la qual cosa s'apropa molt al relat del proemi. No obstant això, Guthrie té algunes reserves sobre l'aplicació del terme xamanisme referit a les pràctiques religioses gregues. En canvi, Schofield declara obertament els seus dubtes respecte a l'existència d'aquest tipus d'experiències religioses a Grècia. Jaeger entén que el prototip d'aquesta experiència cal buscar-ho en els misteris i cerimònies d'iniciació grecs.
Sigui quin sigui l'origen de la simbologia i la naturalesa de l'experiència religiosa narrada, Parmènides utilitza tots aquests elements com a recurs per a expressar alguna cosa completament nova en el món grec: l'experiència d'un trànsit de la Nit cap a la Llum significa el trànsit de la ignorància cap al coneixement. Així ho sostenen diversos intèrprets. No obstant això, Schofield indica que aquesta interpretació, que va tenir origen en Sixt Empíric, és incorrecta, perquè el savi comença el seu viatge en una flamarada de llum, com és propi de qui «coneix». És segur que la intenció de l'autor és donar a la seva obra el caràcter d'una revelació divina, ja que el contingut és posat en boca de la deessa, anàloga a la musa èpica. I és una revelació no disponible per al comú dels humans. Representa l'abandó del món de l'experiència quotidiana, en què la nit i el dia alternen, món substituït per una via de coneixement transcendent. En canvi, Jaeger va entendre aquesta via com una via de salvació de la qual Parmènides hauria sentit parlar en les religions dels misteris, via recta que condueix al coneixement. Jaeger distingeix el sentit d'aquest «camí» (ὁδός, hodós) del posterior vocable μέθοδος (méthodos), que també és un camí que condueix a una meta, però aquesta és una via «purament metòdica», per tant buida, en comparació de la de Parmènides. Conseqüent amb això, ofereix una nova esmena del text corromput del vers 3: allí diria que el camí condueix a l'«home que sap» no «a través de les ciutats» (ἄστη, ástē), sinó «incòlume» (ἀσινῆ, asinê), com és propi d'un camí de salvació.
L'accés a la veritat no és, no obstant això, mèrit de l'«home que sap», ja que és arrossegat per forces superiors, les eugues i les Helíades, el seu pas per la formidable barrera descrita en el poema és permès per Dike i el seu periple ha tingut des del principi el favor de Temis. El trànsit és conforme a dret.

#### Les vies d'indagació
Tots els filòlegs que s'han dedicat a l'estudi dels fragments relatius a les vies d'indagació (B 2 – B 7 DK) han hagut de prendre posició sobre una sèrie de dificultats que presenten els textos consignats.

##### El subjecte en el fr. 2, vv. 3 i 5
Cal parlar de l'absència de subjecte exprés en els versos 3 i 5 del fragment 2, justament aquelles línies en què la deessa presenta els camins oposats. L'oposició de tots dos camins s'expressa posteriorment, de manera reduïda, com ἔστιν ἢ οὐκ ἔστιν (éstin e oúk éstin, «és o no és») en el fr. 8 (v. 16). Però aquest verb (ἔστιν, tercera persona del singular del temps present del verb εἶναι, «ser») pot tenir un valor predicatiu («és [alguna cosa]») o existencial («existeix» o «hi ha»), i aquesta mateixa ambivalència dificulta no solament la seva traducció, sinó la determinació del seu subjecte.
Un conjunt d'especialistes, seguint potser el que els va semblar el sentit natural del text, van pensar que el subjecte és «el que és». Així, per exemple, van pensar Diels i Cornford. Parmènides estaria així postulant una tautologia: «el que és, és».
A Jaeger, li sembla que el veritable objecte de la investigació de Parmènides, des del primer vers, és «el que és», que és el mateix que l'«ens», (ὄν, ón, participi de εἶναι, en el jònic de Parmènides: ἐόν, eón). És una expressió del seu propi encuny, però que va venir preparada pel plural que va usar la filosofia jònia, τὰ ὄντα (tà ónta), «les coses» o el múltiple que ens és donat. Enfront de l'avanç que aquests van realitzar, de no partir de les ficcions antigues per descobrir la constitució del cosmos, sinó del donat en l'experiència, Parmènides fa un pas més, i copsa de debò les pretensions d'aquestes «coses» de ser la veritat, i veu que això no pot ser múltiple ni estar subjecte a la corrupció.
Burnet, per la seva banda, va interpretar l'expressat com la postulació de l'univers com un plenum, alguna cosa plena, la qual cosa nosaltres diem «cos»: allò incorpori no era encara conegut. A Raven, això li sembla una conclusió prematura: aquí no hi ha un subjecte definit, i afirma que, si no es coneixia l'incorpori, d'això no se segueix que Parmènides estigui descrivint un cos. Schofield prefereix mantenir la indeterminació inicial del subjecte sostinguda per Raven, però analitzant els usos de l'«és» observa que després el subjecte és el participi ???, «ens», o «el real».
Verdenius va postular com a subjecte d'aquesta construcció, primer, «la totalitat de les coses», però després va revisar la seva posició i va sostenir que el subjecte era «la veritable naturalesa de les coses». Guthrie rebutja tant la posició de Burnet com la de Verdenius per prematures. Seguint Owen, veu que la indeterminació del subjecte sostinguda per Raven és també deficient, perquè Parmènides arriba a demostrar moltes característiques del subjecte del ἔστι, i aquest subjecte no s'expressa en aquest fragment, sinó en B 6, v. 1. Una elecció prudent oscil·la entre «el que és» i «allò sobre el que es pot parlar i pensar» (fr. 3), que Parmènides considera idèntics. Owen diu que ἐόν seria una descripció correcta del subjecte, però vacil·la a acceptar-ho com a subjecte perquè converteix l'expressió de Parmènides en una tautologia. Guthrie, no obstant, pensa que això no és decisiu, i que alguna cosa que a nosaltres ens sembla una trivialitat és una afirmació necessària des del punt de vista històric: enmig de teories sobre el canvi o transformació de substàncies en la conformació del cosmos, tal com les que havia sostingut la filosofia milèsia, ell reivindica les implicacions últimes d'acceptar que «el que és» és.
La posició d'Eggers Lan en el comentari a aquest passatge és que Parmènides fa servir una sentència modal (introduïda per les partícules ὁπῶς, hópōs y ῶς, hōs), que no porta subjecte, i esmenta un paral·lelisme en Èsquil, Agamèmnon 67, la traducció del qual pot ser «[les coses] són com són». Ja que es pot equiparar el οὐκ ἔστι (ouk ésti, «no és», v. 5) amb el μὴ ἐόν (mē eón «el que no és», v. 7), podem dir que el corresponent al ἔστι del v. 3 és el ἐόν, «la qual cosa és». Per això, i sense considerar-ho subjecte, en aquest fragment es parla del ἐόν. Aquesta paraula no apareix en aquest fragment, però sí en el fr. 4, el 6 i el 8. Sovint, es parla de l'«ésser» de Parmènides, però aquest traductor prefereix traduir ἐόν com «el que és», ja que no és un infinitiu sinó un participi present.
Respecte del valor de l'«és», Raven diu que el rebuig de Parmènides a la via del «no és» es deu a la seva pròpia confusió entre el valor predicatiu i l'existencial del verb. Si és correcte dir que una poma és vermella, és igual de correcte dir que no és verda, però Parmènides objecta (erròniament) que no es pot concebre el que no existeix. Schofield assenyala, contra Raven, que és també impossible conèixer el que no té predicats. Després d'examinar els usos de la forma verbal en el poema, conclou que no se li pot atribuir a Parmènides una confusió entre el valor predicatiu i l'existencial: més aviat, en el text, es conserven tots dos valors sense barrejar-se.

##### Sentit del fr. 3
Aquest fragment presenta una particularitat gramatical per la qual ha estat interpretat, per molt de temps, de manera errada. És solament una part de vers dactílic:
| « | (...) τὸ γὰρ αὐτὸ νοεῖν ἐστίν τε καὶ εἴναι. | tò gàr autò noeîn estín te kaî eînai | » |

Seguint l'ordre dels vocables i el sentit literal de cada paraula, podria traduir-se (i entendre's) així: «el mateix és pensar i ser». Plotí, que cita el text, creu trobar en ell un suport a la seva idea de la identificació de ser i pensar. Idea fonamental del neoplatonisme que ell funda, i també del posterior idealisme.
Però l'opinió dels filòlegs coincideix a dir que aquesta interpretació és incorrecta. Aquesta coincidència d'opinions no s'estén, no obstant això, a les possibles traduccions. El repàs d'algunes d'aquestes pot donar una idea de la dificultat presentada i la seva possible solució.
Guthrie explica, seguint Zeller i Burnet, que aquí, des del punt de vista morfològic i sintàctic, els infinitius νοεῖν (noeîn, «pensar») i εἴναι (eînai, «ser») conserven el seu valor originari de datiu. Una traducció literal que proposa és: «el mateix és per ser pensat i per ser», però la tradueix finalment: «Doncs, el mateix és el que pot pensar-se i el que pot ser», assumint que és una traducció una miqueta inadequada i que no hi ha una completa equivalència de sentit. Schofield tradueix: «Doncs, el mateix és ser pensat i ser». Eggers Lan: «Doncs, [solament] el mateix pot ser i pensar-se», i vincula el seu sentit amb el del fr. 8, 34-36, en què la deessa postula que no es pot trobar el pensar (νοεῖν) sense el que és (ἐόν).
Per a Jaeger, el valor semàntic del νοεῖν no és idèntic a l'usat posteriorment per Plató, que ho contraposa a la percepció sensible. Més aviat, és un «adonar-se» d'un objecte en el que aquest és. El νοεῖν no és realment νοεῖν si no coneix la realitat. Guthrie afegeix que l'acció del verb no pot suggerir la imatge d'alguna cosa no existent. En Homer, té el sentit similar al de «veure» (Il XV, 422), més aviat és l'acte pel qual algú rep el significat ple d'una situació (Il III, 396), no mitjançant un procés de raonament, sinó una il·luminació sobtada. Posteriorment, es concep el νοῦς (noûs) com una facultat que no pot ser objecte d'error, com després dirà Aristòtil en Analítics posteriors, 100b5.

##### Quantitat de vies i la seva naturalesa

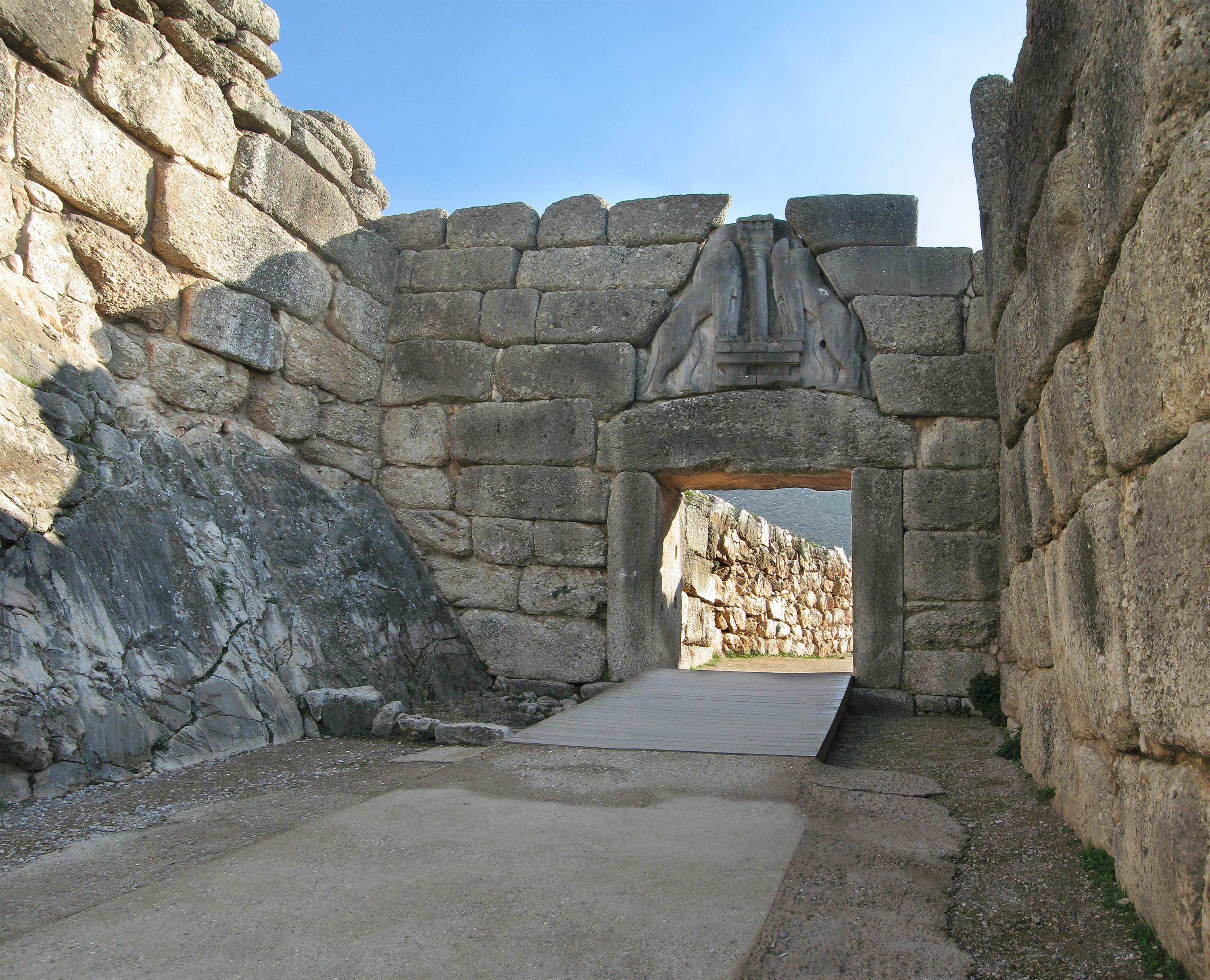
Porta dels Lleons, Micenes

Un dels tòpics més importants del poema és el de les «vies» o «camins». En el proemi, apareix esmentat un camí, hodós, almenys dues vegades (B 1, v. 2 i 27), camí identificat com el recorregut diví o celestial que recorre el Sol. Aquesta presentació al·legòrica deixa pas, en el fragment 2, a una caracterització despullada de simbolisme. Allí presenta dos camins d'indagació, δίζησις (dizēsis, v. 2), mútuament excloents: l'un ha de ser seguit i l'altre és inescrutable. En el fragment 6, no obstant això, apareix un tercer camí de com cal apartar-se (v. 4ss). La caracterització d'aquests camins ha iniciat una discussió sobre la quantitat de camins presentats i sobre la naturalesa d'aquests.
Cornford va sostenir que, en realitat, en el fragment 4, la deessa presenta tres vies, però això s'oculta per l'estat fragmentari del text. Les primeres dues vies són les de l'«això que és, és i no pot no ser» i la d'«això que és, no és i no ha de ser». Tots dos són incompatibles, i aquesta decisió radica en el fet que la cosa pensada «és o no és» (fr. 8). És necessari prendre el primer camí (ell l'anomena el «de la veritat»), perquè el segon (el del «no ser») és impensable i innomenable. La tercera via és la de la creença dels mortals, basada en l'experiència sensible, via exposada en la segona part del poema. Creu que «opinió» o «creença» és una traducció molt estreta, per això anomena aquesta via, de l'«aparença». D'altra banda, així queda patent que aquestes tres vies corresponen a les tres regions distingides per Plató en República, 447: la de l'existent, que es pot conèixer; la del no existent, que no es coneix; i una regió intermèdia que és objecte d'opinió.
Werner Jaeger, buscant relacionar constantment el pensament de Parmènides amb manifestacions religioses, diu que al llarg de tot l'escrit el sentit de «camí» és el de «camí de salvació». Per això, compara aquesta disjunció dels camins amb les del simbolisme religiós del pitagorisme posterior, que presentava una via recta i una via de l'error, en el sentit de vies moralment bona i dolenta. L'elecció d'una d'aquestes la fa l'ésser humà quant a agent moral. També ofereix com a antecedent un passatge de Treballs i dies (286ss), en què Hesíode presenta un camí pla, el de la maldat, i un altre d'escarpat, el de la virtut. De qualsevol manera, accepta que hi ha en el poema una transferència del simbolisme religiós als processos intel·lectuals. En aquest sentit, enfront de les dues vies excloents del fragment 2 (ell les anomena la del «ser» i la del «no ser»), la tercera via del fragment 6 no és un camí diferent, sinó una combinació inadmissible d'aquestes dues, que segueix qui no ha reparat en la seva mútua exclusió.
A grans trets, les interpretacions posteriors segueixen aquest rumb. Raven assenyala que la tercera via és la dels mortals, que vaguen «bicèfals» (δίκρανοι, díkranoi), perquè combinen contraris, com havia notat Simplici. Schofield argumenta que aquesta tercera via no s'havia mostrat en el fr. 2, ja que allí s'exposaven alternatives coherents, entre les quals un investigador ha de decidir, mentre que aquest és un camí en el qual es troba qualsevol que no pren aquesta decisió i no fa ús de les seves facultats crítiques (fr. 6, vv. 6-7), seguint alhora tots dos camins contradictoris. Per a Guthrie, hi ha efectivament tres vies, la segona és rebutjada i la tercera, que sorgeix de l'ús dels sentits i de l'hàbit, inclou la creença que «les coses que no són siguin» i «que ser i no ser són el mateix i no el mateix» (fr. 6, v. 8).
La proposta d'Eggers Lan és més complexa, ja que requereix un nou ordenament del text considerat. El fragment 6 és una barreja de versos de diferents llocs. La continuïtat entre el v. 3 i el 4 és il·legítima, i prové d'un afegit conjectural de Diels en reconstruir el text des de Simplici, Física, 86, 27?28 (B 6, 1-3) i Física, 117, 4-13 (B 6, 4-6), en què es troba la cita. Entre aquests dos llocs, el filòleg va afegir εἴργο, (eírgo, «t'aparto», paraules de la deessa en el poema), i ἐπάγει (epágei, «afegeix», paraules de Simplici citant el text de Parmènides), connectant tots dos passatges quan, en realitat, hi ha una llacuna entre aquests. Això es nota en comparar una altra cita dels mateixos versos en Física, 78, 2-10, en què està present també el tercer vers del fr. 6, però a continuació segueixen els primers versos del fragment 8. En concret, Eggers Lan proposa omplir la llacuna amb els dos primers versos del fr. 7. El resultat és un text en el qual desapareix la dificultat del nombre de vies: solament n'hi ha dues, les esmentades en el fragment 2: «que és, que no és possible no ser» i «que no és, i que és necessari no ser». L'opinió dels mortals no és un tercer camí.

##### La via dels heraclitans
El fragment 6 ha estat interpretat per alguns filòlegs com una referència al pensament d'Heràclit. Allí es parla dels «bifronts» (δίκρανοι v. 5), aquells que creuen que «ser i no ser és el mateix i no el mateix» (vv. 8-9). Això sembla una crítica a la doctrina heraclitana de la unitat dels contraris (22 B 88). El vers 9 «de totes les coses hi ha una via retrògrada» (πἄντων δὲ παλίντροπός ἐστι κέλευθος), sembla apuntar directament a una idea present en un fragment d'Heràclit (22 B 60): «el camí cap amunt i a baix és un i el mateix»; i a la lletra mateixa d'un altre fragment (22 B 51): «(...) harmonia del que es torna cap enrere» (παλίντροπος ἁρμονίη).
El primer que va relacionar aquestes idees va ser Jakob Bernays, i aviat li va seguir Walther Kranz, que va considerar tal relació com a fonamental per a la comprensió de la història de la filosofia presocràtica.
No obstant això, per la mateixa època, Karl Reinhardt postula la seva tesi de la inversió cronològica: Heràclit seria posterior a Parmènides, per la qual cosa el passatge no podria tenir per objecte la doctrina d'aquell. Werner Jaeger el va seguir en aquest punt: creu que la crítica de la deessa es dirigeix a tots els mortals.
Independentment de l'acceptació o el rebuig de la inversió cronològica, Guthrie també s'inclina per aquesta interpretació, però amb importants matisos: la deessa es refereix, efectivament, a tots els mortals. No obstant això, Heràclit podria ser excepcionalment representatiu de la «munió sense judici» (ἄκριτα φῦλα v. 7), ja que l'error que a aquests caracteritza es fonamenta en la confiança en els ulls i les orelles (B 7, v. 4), i Heràclit preferia allò visible i audible (22 B 55). Afegeix que les afirmacions d'Heràclít «vol i no vol» (22 B 32), «en divergir es convergeix» (22 B 51), «en canviar s'està en repòs» (22 B 84a), «evidencien la quinta essència del que Parmènides deplora aquí». A la llum d'aquesta acumulació de proves, assenyala, és pel que cal valorar positivament el que molts han vist com l'única referència inequívoca a Heràclit (22 B 51) en el vers 9 del fr. 6: «On cap frase aïllada proporciona convicció, pot ser de vital importància l'efecte acumulatiu.»
A causa que Eggers Lan ordena el text d'una manera particular, distingint el camí de les opinions dels mortals d'aquest altre, sosté que aquesta crítica no pot dirigir-se a tots els mortals, i és possible que Parmènides hagi impugnat Heràclit, que hauria pres el camí segons el qual hi ha coses que no són.

#### Anàlisi del fragment 8

##### El programa (vv. 1-4)
Aquest fragment sencer està dedicat a la via de la veritat. Formalment, hi ha una mena de programa en què anticipa els signes (σήματα), senyals que hi ha al llarg del camí que cal recórrer, i que cal acceptar com a caràcters o predicats d'allò que es parla, una vegada que s'ha acceptat com a única guia la sentència «que és» (ὡς ἔστιν) (vv. 1?2). El programa mateix ocupa les línies 2?4. El primer signe és que és «ingenerat i indestructible» (ἀγένητον καὶ ἀνώλεθρον), els arguments del qual exposa Parmènides en els versos del 5 al 21. El segon signe és el que és «íntegre, únic» (οὔλον μουνογενές), les raons del qual es despleguen en els versos 22 al 25, per deixar lloc en els versos 26 al 33 al predicat de «inestremible» (ἀτρεμές). Fins aquí, el programa es correspon exactament amb el desenvolupament dels arguments; no obstant això, en els versos 42-49, parla la deessa del predicat de la perfecció (τετελεσμένον πάντοθεν), mentre que el programa (v. 2) acaba, en l'edició de Diels (que segueix el manuscrit de Simplici), amb un inexplicable «sense fi (en el temps)» (ἠδ᾽ ἀτέλεστον). Aquesta asserció contradiu el vers 5, que indica que «el que és» és aliè tant al passat com al futur. Owen ofereix com a solució a aquesta dificultat la següent conjectura: la lectura és un error del copista, seduït per la reiteració de prefixos negatius en el poema (ἀγένητον... ἀνώλεθρον... ἀτρεμές) i per la influència d'un «clixé» homèric (Il·líada IV, 26). En realitat, hauria de dir ἠδὲ τελεῖον, «perfecte». Amb aquesta esmena, s'aconsegueix una completa correspondència entre el programa i els arguments. Guthrie es decideix, no obstant això, per la lectura original (única testificada en els manuscrits) i rebutja l'esmena d'Owen. Però, solament a condició d'entendre aquest «infinit» en un sentit nou, diferent de l'ús homèric del terme, que significa justament «incomplet», «sense acabar» i que contradiu les idees presentades en el poema sobre els atributs de perfecció de l'ens. Raven segueix la lectura de Diels, però Schofield segueix la conjectura d'Owen. Eggers Lan també segueix, almenys en el sentit, Owen: tradueix el vocable com a «realitzat plenament».

##### El que ésés etern, ingènit i imperible (vv. 5-21)
El primer signe de què s'ocupa la deessa és el relatiu a la relació de l'ens amb el temps, la generació i la corrupció. En el vers 5 del fragment 8, afirma que l'ens no va ser en el passat ni ha de ser en el futur, sinó que és enterament ara (νῦν ἔστι ὁμοῦ πᾶν). El passat i el futur manquen de sentit per a l'ens, aquest és en un perpetu present, sense distinció temporal de cap classe.
El que segueix (vv. 6-11) és l'argument en contra del naixement o generació del que és. Les primeres paraules («un», ἕν, i «continu», συνεχές) avancen el contingut d'un altre argument situat més endavant sobre la unitat i continuïtat (vv. 22-25). A partir d'allí, es pregunta: quina gènesi se li buscaria? Nega la possibilitat que «allò que és» sorgeixi d'«allò que no és», ja que:
1. no pot pensar-se ni dir-se «el que no és» (vv. 7-9),
2. no hi hauria cap necessitat que d'«allò que no és» sorgís alguna cosa «que és» (vv. 9-10). Schofield ha interpretat que aquí Parmènides «apel·la al principi de raó suficient. Suposa que tot el que arriba a ser ha de contenir en si un principi de desenvolupament («necessitat», χρέος) suficient que expliqui la seva generació. Però, si alguna cosa no existeix, com pot contenir un principi semblant?»[134]

El sentit dels versos 12-13 és ambigu, a causa de l'ús d'un pronom (αὐτό), que pot interpretar-se com referint-se a la fi del que es ve parlant des de fa nou versos, «la qual cosa és», o com referint-se al subjecte de l'oració en què apareix: «el que no és». La primera alternativa va ser proposada per Cornford, i el sentit final de la frase seria: d'«el que no és» no pot sorgir alguna cosa que arribi a ser al costat d'«allò que és», o sigui, una altra cosa a més d'«allò que és». Aquesta sentència tindria el mateix contingut que la del vers 36-37: «res no pot existir llevat del que és». Aquesta interpretació ha estat seguida per Raven, però rebutjada per Guthrie, perquè introdueix, segons ell, elements aliens a l'argument sobre la generació i la corrupció que domina el conjunt de la secció. Ell interpreta com segueix: «del que no és» no es pot generar més que «el que no és». En aquest sentit, seria una de les primeres versions de la frase exnihilo nihil fit, «del no-res, no sorgeix res», que a més és un axioma acceptat ja pels «filòsofs de la natura», com Aristòtil observa (Física, 187a34).
Al llarg del fragment, no apareix un argument directe contra la corrupció, però es pot deduir de postular com a excloents a l'«és» i al «no és» (v. 16), i rebutjar el «no és» (vv. 17-18): morir involucra acceptar que «el que és» podria «no ser» en el futur. De la mateixa manera, la generació implica que «el que és» no ha estat en el passat (vv. 19-20). Eggers Lan, seguint Szabó, veu aquí el més antic testimoniatge d'una demostració indirecta, per reducció a l'absurd.
Des del punt de vista de la història del pensament, realitza Parmènides un veritable assoliment intel·lectual en distingir aquí allò perdurable d'allò que és etern. El perdurable és en el temps: és igual ara que fa milers d'anys, o en el futur. Així és com els antics van pensar en la perdurabilitat del cosmos o univers físic, diferent de l'eternitat del que és (Plató, Timeu 38c2, 37i-38a). Si bé l'eternitat va ser postulada pels milesis —Anaximandre va dir que el seu ἄπειρον era immortal, etern i sense edat- també havien pensat que els seus respectius principis eren punts de partida del món. Parmènides, en canvi, mostra que si s'accepta que el que ésés etern, ha de ser un, i no pot ser principi d'un món multiforme, d'un ordre d'elements plurals. Molt menys d'un món sotmès a esdevenir, com també Aristòtil expressa com a opinió dels antics filòsofs: «el que és no esdevé, perquè ja és, i res no va poder arribar a ser a partir del que no és» (Física, 191a30).

##### El que ésés un, continu i homogeni (vv. 22-25)
En aquest passatge, Parmènides nega dues idees presents en les cosmogonies i en les especulacions dels pensadors anteriors a ell: la gradació de ser i el buit. Anaxímenes de Milet havia parlat de la condensació i rarefacció del seu principi (13 A 7), accions que, a més de generar moviment (que ja ha estat rebutjat per Parmènides), suposa assumir certs graus de densitat, però atenir-se estrictament a «el que és» impedeix la intel·lecció d'aquest tipus de diferències graduals d'existència. Amb aquest argument, es fa impossible la cosmogonia milèsia, ja que perquè el cosmos sorgeixi del principi, aquest ha de tenir alguna desigualtat de textura, falta de cohesió o equilibri.
També impedeix diferenciar coses segons la seva naturalesa, com havia pretès Heràclit (22 B 1). Però, sobretot, sembla rebutjar aquí la idea de buit, que els pitagòrics consideraven com a necessària per a separar les unitats, físiques i aritmètiques alhora, de les quals estava compost el món.
A part d'aquestes consideracions històriques, el passatge ha generat certa controvèrsia respecte de la dimensió que Parmènides esmentava en referir-se a la continuïtat. Owen va interpretar que aquesta continuïtat de l'ens es referia exclusivament al temps, però Guthrie entén que el començament del passatge («ni diferenciable és...», οὐδε διαρετόν ἐστιν, v. 22) introdueix un argument nou i independent de l'anterior, i que el predicat de l'homogeni («és un tot uniforme», πᾶν ἔστιν ὁμοῖον, mateix vers), àdhuc fundat en el que s'ha dit en el vers 11: «és necessari que sigui completament, o que no sigui en absolut», o sigui, en una part de l'argument en contra de la generació, té una conseqüència ulterior: en el present continu d'«allò que és», existeix plenament, i no en diversos graus. Schofield indica que Parmènides pensa en una continuïtat del que és, en qualsevol dimensió que ocupi, i aquesta cita també es refereix a una continuïtat temporal. Eggers Lan assenyala que la continuïtat no ha d'entendre's ni espacialment ni temporal, encara que Parmènides utilitzés un lèxic amb ressonàncies temporoespacials, sinó en un sentit metafísic.

##### El que ésés immòbil, limitat i perfecte (vv. 26-33; 37-38; 42-49)

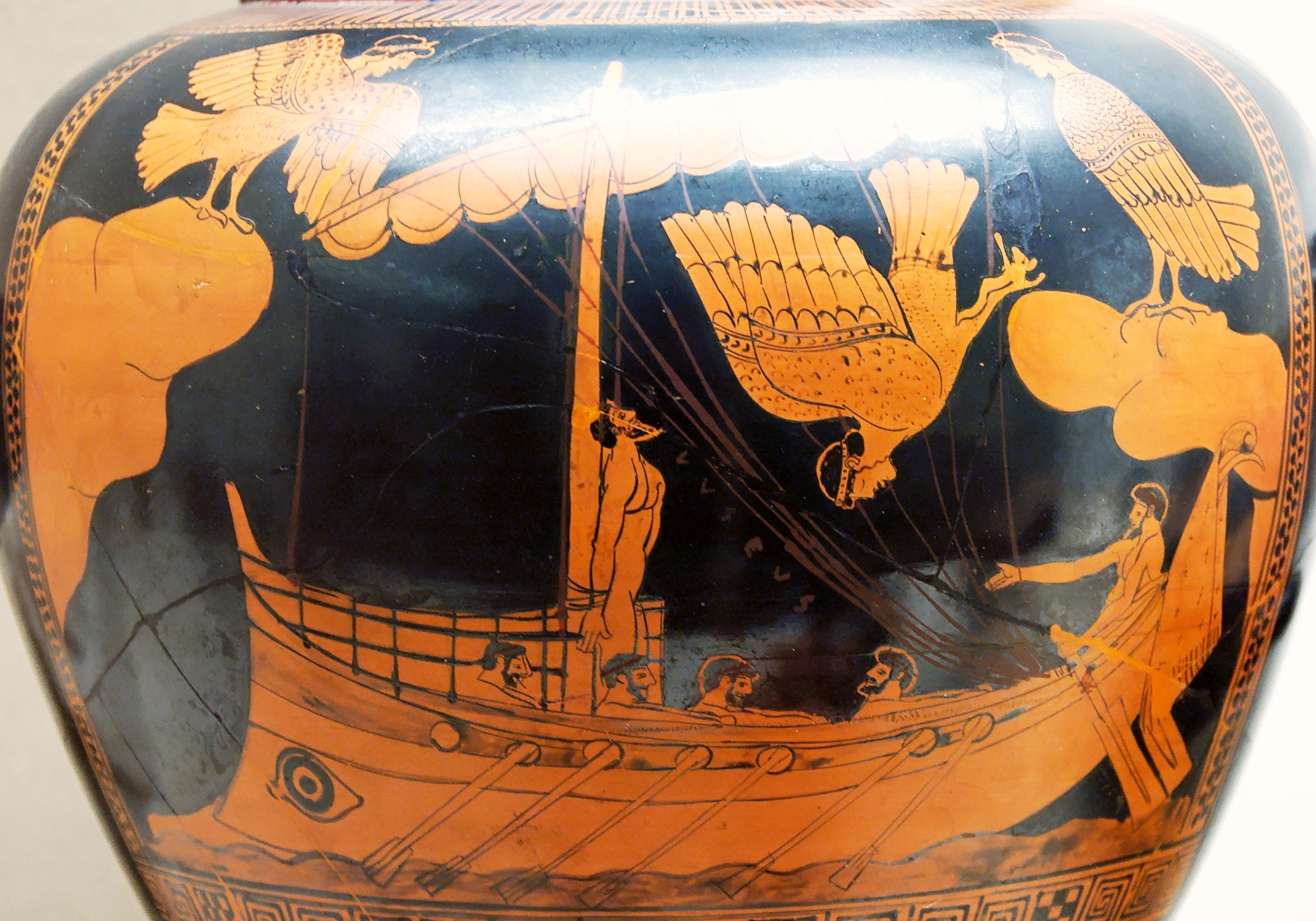
Odisseu i les sirenes. Detall d'un stamnos àtic de figures vermelles procedent de Volci, 480-470 aC, Museu Britànic. Il·lustra el passatge de l' XII, en què l'heroi es troba immòbil, constret pels llaços que el subjecten al masteler de la seva nau. D'aquesta manera, compliria allò decidit pels déus: que tornés a la seva pàtria (Odissea, I, 82) malgrat que el poderós influx del cant de les sirenes l'empenyés a abandonar la seva ruta

Aquests predicats de l'ens són d'especial importància en el poema. Els intèrprets han oscil·lat entre una interpretació dels termes com a símbols de relacions espaciotemporals, i una concepció del passatge com a metàfora per a indicar notes netament metafísiques.
Guthrie nota que, en aquest passatge, Parmènides eleva la seva dicció a solemnitat èpica i religiosa. Dos dels finals dels versos estan extrets directament d'Homer (ἀμφὶς ἐέργει, v. 33 = Il·líada. XIII, 706; Μοῖρ᾽ἐπέδησεν, v. 37 = Il·líada. XXII, 5), i dona un important rol a les divinitats Moira i Ananke. Aquestes deesses són les que mantenen el límit d'«allò que és» amb llaços, de tal manera que romangui immòbil (v. 30 i 37). L'ús del vocable remet a l'escena d'Hèctor que, encadenat al seu destí, ha romàs fora dels murs de Troia (Il. XXII, 1-6).
Guthrie entén que la raó de Parmènides per a sostenir la idea d'immobilitat radica en «el que és» que és continu i indiferenciable en parts, la qual cosa li impedeix traslladar-se com un tot o canviar internament. Ja Plató havia entès que els elèates negaven el moviment perquè l'un mancava de lloc on pogués moure's (Teétet, 180 d-i). Però, Kirk i Strokes van mostrar que la idea de l'absència de buit havia estat expressada per primera vegada per Melissos de Samos. Eggers Lan segueix la línia interpretativa d'aquests últims i es decideix obertament per una comprensió ontològica i no merament física de la idea d'immobilitat.
En aquest atribut del que és, té un rol fonamental la idea de límit (πεῖρας). Està associada a la de llaços o cadenes, tals com aquells amb què va ser lligat Odisseu pels seus companys en Od. XII, 179. Aquests usos mantenen la idea d'una certa privació de mobilitat espacial.
Els versos 42 a 49 del fragment 8 constitueixen un problema específic. Perquè allí Parmènides diu que l'objecte de la seva investigació és «semblant a la massa d'una pilota ben rodona» (εὐκύκλου σφαίρης v. 43). La paraula σφαίρης significa en grec clàssic «el que té forma esfèrica». Per això, en l'antiguitat tardana, els comentaristes van assumir que Parmènides va sostenir la idea d'un «univers esfèric», com Hipòlit, o fins i tot la d'un «déu esfèric», tal com va postular Aeci, només per a després confondre l'asserció amb una declaració sobre la forma rodona de la Terra. Aquesta forma d'entendre el passatge «va influir», fins i tot, en la interpretació del déu de Xenòfanes de Colofó, la qual cosa va venir a conformar una falsa prova del vincle d'aquest pensador amb l'escola eleàtica.
Un grup d'especialistes, seguint aquests testimoniatges, han interpretat l'objecte d'investigació de Parmènides com realment esfèric, com és el cas de Cornford. Podem veure una raó de la inclusió d'aquesta imatge en el poema, en el valor que l'antiguitat va atribuir a la figura de l'esfera, testificat en el Timeu, 33b: allí el Demiürg fa el món esfèric, perquè l'esfera és aquella figura que conté totes les altres, la més perfecta i semblant a si mateixa.
Guiat per l'ús d'aquest lèxic de ressonàncies espacials, Burnet ha arribat a concebre Parmènides com a «pare del materialisme». El seu ens seria un plenum corpori finit i circular, substància primària en la qual es va basar la cosmologia posterior. Les característiques d'aquest ens no es van perdre del tot, ni en els elements d'Empèdocles, ni en les homeomeries d'Anaxàgores, ni en els àtoms de Leucip i Demòcrit. Werner Jaeger va advertir, després, que aquesta visió de Burnet representa un antic convencionalisme que consisteix a veure els presocràtics com a conreadors de la ciència natural i a destacar unilateralment el costat empíric de les seves aportacions filosòfiques. La interpretació de Burnet (i la de Gomperz) depèn, en el fons, del positivisme del segle xix i del seu horror a tot desenvolupament de la teologia natural. Burnet assenyala amb precisió que, en l'època de Parmènides, allò que és incorpori no era encara conegut. Però Raven indica que d'això no se segueix que Parmènides volgués descriure un cos, i que el seu pensament estava orientat a descobrir un llenguatge per a l'incorpori. Guthrie reflexiona en el mateix sentit: Plató va ser qui va encunyar les paraules σωματικόν (sōmatikón, «corpori») i ἀσῶματον (asômaton, «incorpori»); no obstant això, van quedar com a poc freqüents, enfront de la parella αἰσθητόν (aisthētón', «perceptible») / νοητόν (noētón, «intel·ligible») i, allà on es trobin, aquests termes són equiparables a «corpori» i «incorpori». Però, va ser Parmènides qui va establir la distinció αἰσθητόν / νοητόν, posant el primer com a irreal i el segon com a real, i com alguna cosa que no pot veure's ni sentir-se, sinó inferir-se. Per a Plató, d'altra banda, també allò incorpori és més real que allò corpori, i accessible a la dialèctica. Per contra, Burnet opina que es pot veure Parmènides com a l'iniciador del seu idealisme.
Un altre tipus de consideracions van també en contra de la idea de l'ens de Parmènides com a material. La idea de límit està relacionada amb «l'establert pels déus». Perquè, en el poema, un dels arguments a favor de la immobilitat és el fet que «el que és» no pot ser incomplet, això seria «il·lícit»: οὐκ ἀτελεύτητον τό ἐόν θἔμις εἶναι (v. 32). El terme ἀτελεύτητον és usat en la Ilíada, I, 527: allí Zeus diu que allò en què ell assenteix «no queda sense complir». Això equival a l'«és perfecte» de Parmènides (τετελεσμένον ἔστι v. 42). L'ús de «límit» vinculat amb el sentit de «perfecció» o «consumació» també està testificat en la Ilíada, XVIII, 501 i en l'Odissea, V, 289.
El «límit» és, d'altra banda, un dels principis fonamentals dels pitagòrics, i encapçala la columna esquerra de la seva taula dels oposats (58 B 4-5 = Met. 986a23), columna en la qual es trobaven també, entre d'altres, l'Un, el Quiet i el Bé.
Schofield indica que, si la noció de límit fos presa en el seu sentit espacial, no s'entendria, perquè l'argument parteix d'una concepció que deixa de costat la generació i la corrupció. Accepta, amb reserves, la possibilitat d'un sentit metafòric del πείρας πύματον («límit extrem», v. 42), que Parmènides usaria per a parlar de «determinació»: el que és no té potencialitat per a ser diferent del que és, en qualsevol aspecte. Pel que fa a l'esfericitat, dubta a optar per una interpretació literal o bé metafòrica dels termes, perquè la idea de límit, interpretada espacialment, implicaria que més enllà de l'esfera hi hauria un espai buit, i que aquesta idea ja havia estat rebutjada, per la qual cosa també aquí deixa oberta una possibilitat per a pensar que Parmènides no va concebre la realitat com a esfèrica. No obstant això, culpa Parmènides d'induir-nos a tal interpretació, per utilitzar la metàfora del límit de manera acrítica.

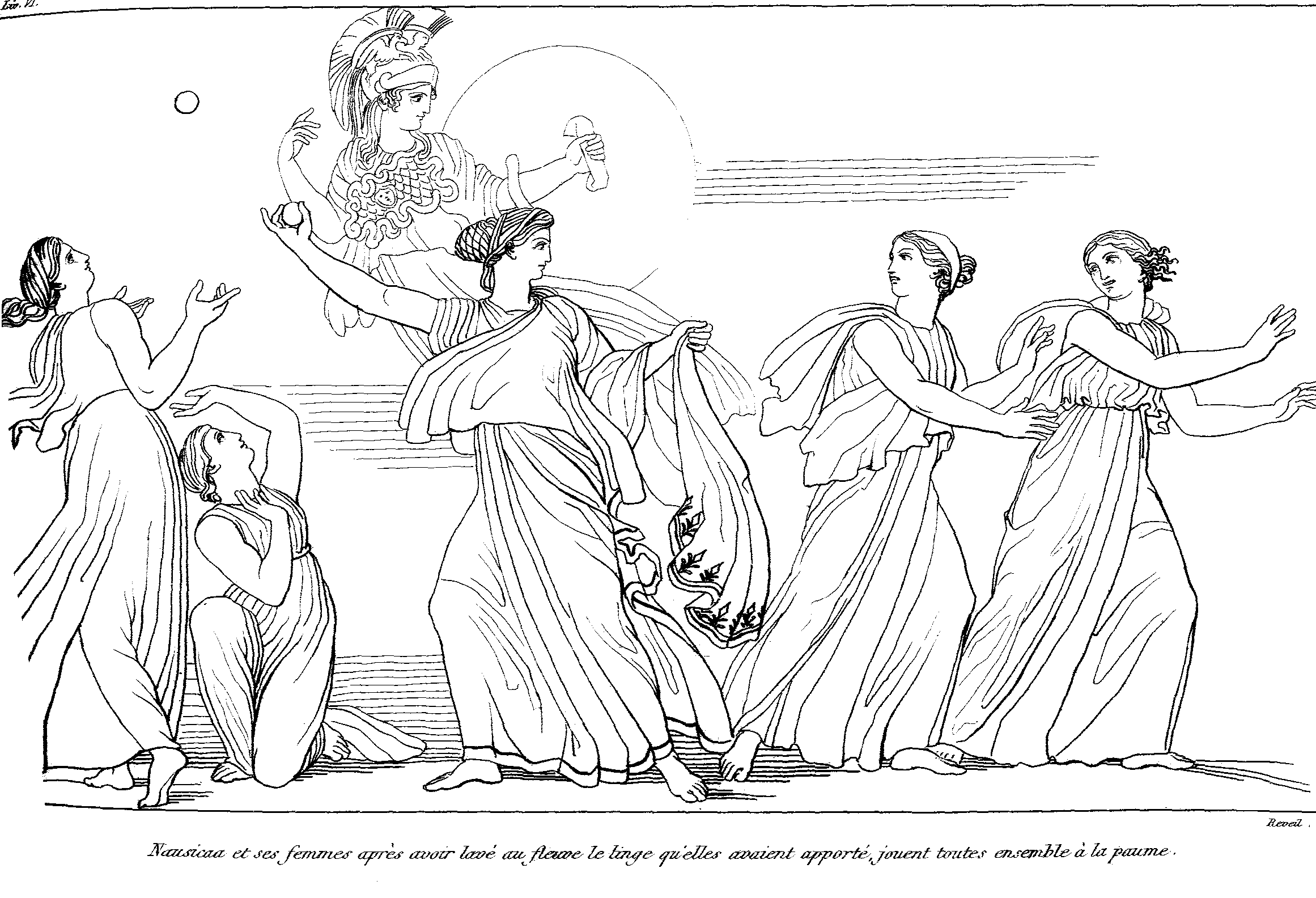
Il·lustració de l'escena del joc de Nausica i les seves serves amb una pilota (σφαίρα), per John Flaxman

Avui també se sap —i es té en compte— que, en la llengua homèrica usada per Parmènides, σφαίρα no és una altra cosa que una pilota, com aquell amb què jugaven Nausica i les seves serves en arribar fins a elles Odisseu (Od., VI, 100). Els filòlegs, decididament, veuen aquí una metàfora, i tot i que accepten que la comparació legítimament indueix a sospitar, almenys, que l'ens de Parmènides podria ser pensat com una esfera, no és, en definitiva, ni esfèric ni espacial, tenint en compte que és una realitat no perceptible pels sentits; és intemporal, no canvia de qualitat i és immòbil. Els «límits» no són espacials, sinó un signe de la invariabilitat. Els límits tampoc no són temporals, ja que això involucraria acceptar la generació i la corrupció. La comparació amb l'esfera ve exigida perquè aquesta representa una realitat en la qual tot punt es troba a la mateixa distància del centre i, per tant, cap punt és més «veritable» que un altre. És una imatge de la continuïtat i uniformitat de l'ens.

##### «El que és» i copsar, «allò que no és» i els noms (vv. 34-41)
Els versos 34 a 36 i la primera meitat del 37 estan vinculats al vers que constitueix el fragment 3 i el seu sentit. I això es revela pel paral·lelisme de la construcció νοεῖν ἔστιν (fr. 3) / ἔστιν νοεῖν (fr.8, v. 34). El primer vers és interpretable de múltiples maneres.
En primer lloc, la interpretació depèn de la determinació del subjecte. Així, Guthrie, seguint Zeller, Fränkel i Kranz, entén que νοῆμα està vinculat amb el verb ἔστι, per la qual cosa el subjecte seria «allò que pot pensar-se». El sentit del primer vers seria: «Allò que pot pensar-se i el pensament del que «és» són el mateix».
En canvi, Diels, Von Fritz i Vlastos, entre d'altres, han pensat que el subjecte és l'infinitiu νοεῖν: o sigui «pensar». Diels i Von Fritz, seguint la interpretació de Simplici, també han entès que οὐνεκέν té valor causal o consecutiu (Guthrie li dona valor de mera conjunció), per la qual cosa el sentit d'aquest vers seria: «pensar és el mateix que allò que és causa de pensar».
En definitiva, hi ha dues possibles interpretacions:
1. aquella que sosté que el que s'ha dit aquí i és que: pensar i ser guarden una relació d'identitat.[174]
2. i la que aquí es repeteix: la idea del fragment 3[* 7] i la del vers 2 del fragment 2, és a dir, que el pensament només es revela i realitza en «allò que és».[175]

Vlastos argumenta que, al pensament que coneix, difícilment se li pot negar l'existència. Però, si existeix, ha de ser part del que és. Però el que és no té parts, sinó que és homogeni. Llavors, pensar no pot ser sinó la totalitat del que és. El que és, és intel·ligència.
En aquesta disputa, Cornford assenyala amb encert que, encap lloc del poema, Parmènides indica que el seu Un pensa, i que cap grec de la seva època hauria sostingut que «si A existeix, A pensa». Més aviat, va sostenir que no pot existir el pensament sense alguna cosa que existeixi. Owen assenyala que Plató, en Sofista, 248d-249a, va insinuar que Parmènides no es va enfrontar amb el problema de si allò real té vida, ànima i enteniment.
L'única cosa segura és que hi ha una estreta relació entre allò que és i l'intel·lecte, als quals s'enfronten les accions de néixer i morir, ser i no ser, canviar de lloc o de color, que en sentit estricte «són mers noms» que els mortals han convingut a assignar a coses que són irreals, i després s'han persuadit de la seva realitat. El tot d'aquests noms és el contingut de la via de l'opinió.

#### Cosmologia

##### Transició a la via de l'opinió (fr. 8, vv. 50-61)
Simplici, en el seu Comentari a la física, 30, 14, assenyalava que en aquest passatge Parmènides «transita des dels objectes de la raó fins als objectes sensibles». La deessa, el contingut d'aquesta segona part, l'anomena βροτῶν δόξας (brotôn dóxas, «opinions dels mortals», v. 51). Cal tenir en compte que δόξα significa el que sembla real o es presenta als sentits; el que sembla veritable constituint les creences de tots els humans; i el que sembla correcte per a l'ésser humà.
El discurs no pretén ser «cert», perquè ja s'ha dit tot el que es podia dir de manera fidedigna. En canvi, el que presentarà serà un κόσμος ἀπατηλός (kósmos apatēlós, «ordre enganyós»), ja que mostra creences com si estiguessin presidides per un ordre. No hi ha dubte que, amb això, la deessa complirà el programa que apareix en el fragment 1, versos 28-32.
Els mortals han distingit dues formes, πῦρ (pŷr, «foc», v. 56) i νῦξ (nŷx, «nit», v. 59). En relació amb aquests oposats, la deessa diu que «els mortals han errat»; no obstant això, el vers 54, que conté el perquè de l'error, presenta tres possibilitats de traducció. Textualment, diu τῶν μίαν οὐ χρεών ἐστιv. Aquestes tres interpretacions esgoten les possibilitats del text, i totes han estat recolzades per especialistes.
1. La primera interpretació consisteix a indicar que l'error és nomenar les dues formes, ja que solament una ha de nomenar-se'n.
  1. Aristòtil va entendre que, després que Parmènides hagués considerat que fora del que és no hi ha res, es va veure obligat a tenir en compte els fenòmens, i per explicar-los va proposar els oposats: fred i calent, o foc i terra, i que allò calent és «el que és» i allò fred «el que no és» (Met I 5, 986b30 = A 24).
  2. Zeller va traduir el passatge com «una de les quals no hauria d'anomenar-se». Això significa que l'altra existeix i pot anomenar-se.[180]
  3. Burnet va seguir aquesta interpretació, i va afegir que aquestes formes poden ser identificades amb els principis pitagòrics de límit i l'il·limitat.[181]
  4. Schofield reflecteix aquesta interpretació en traduir el passatge «de les quals necessàriament no s'ha d'anomenar més que una».[182]
2. Enfront d'aquesta, una altra interpretació indica que no s'ha d'anomenar cap de les formes.
  1. Cornford, àdhuc d'acord amb Burnet que els oposats es refereixen a la cosmologia pitagòrica, va traduir: «de les quals no és adequat anomenar-ne (ni tan sols) una». Una raó per impugnar la traducció de Zeller és la que pren en μίαν (mían, acusatiu femení, «una») amb el valor de τῆν ἑτέρην (tēn hetérēn, acusatiu femení «una de les dues»).[183]
3. La interpretació més acceptada indica que l'error és no considerar aquestes dues formes alhora, sinó anomenar-ne una de sola.
  1. Simplici de Cilicia, que transmet la cita, va pensar que l'error consisteix a no anomenar tots dos contraris en la descripció del món físic. L'oració diria llavors «de les quals no és adequat anomenar-ne una de sola». La filologia moderna ha seguit aquesta interpretació en algun dels seus exponents, tals com Coxon i Raven.
  2. El primer indica que Parmènides sap que partir d'una única forma el condueix necessàriament a la uniformitat, ja que d'un element només pot originar-se aquest mateix. Comença per dues formes, de manera deliberada, per poder explicar no solament la multiplicitat, sinó la contradicció en el món.[184]
  3. El segon sosté que, mentre que l'acceptació d'un oposat, en els objectes de la raó, ens condueix al rebuig de l'altre, en els objectes dels sentits l'acceptació d'un oposat implica l'acceptació de l'altre.[185]
  4. La traducció d'Eggers Lan segueix aquesta línia interpretativa: «de les quals, no es pot anomenar una de sola». Cal tenir en compte, no obstant això, que aquest especialista considera com a idèntics l'element «llum» d'aquesta segona part i l'ens de la primera.[186]

Fränkel, àdhuc decidint-se per una interpretació textual que correspon a la primera aquí exposada: «solament ha d'anomenar-se'n una», ho fa sense que això impliqui afirmar que una d'ambdues formes sigui més real que l'altra. La llum no ha d'identificar-se amb la primera via. Els humans anomenen dues formes, llum i nit, i aquest és l'error, ja que s'hauria d'anomenar-ne una, «la qual cosa és».
Guthrie, que fa una recopilació crítica de totes les posicions sobre aquest tema, no troba convincent l'objecció de Cornford i Diels a la traducció de Zeller, ja que l'expressió de Parmènides és irregular. També la traducció de Cornford estaria millor representada per la presència textual d'un οὐδὲ μίαν (udé mían, «cap») i la de Simplici i Raven per un μίαν μόνην (mían mónēn, «només una»). Guthrie sosté que Parmènides pensa que és il·lògic acceptar, d'una banda, que el món conté una pluralitat de coses, i per una altra, que aquesta pluralitat pot sorgir d'un sol principi.
El pas de la intel·lecció de la veritat a l'ordre enganyós de les paraules en les opinions dels mortals és per als especialistes un veritable problema. Tot i que la deessa diu a l'«home que sap» que li està revelant aquest ordre com a versemblant perquè cap mortal tingui avantatge sobre ell (vv. 60-61), aquesta raó ha estat interpretada de diverses maneres. En l'antiguitat, Aristòtil va concebre la primera part del poema com la consideració de l'Un κατὰ τὸν λόγον (katá tón lógon, «quant al concepte» o «quant a la definició» o «quant a la raó»), i la segona com la consideració del món d'acord amb els sentits (Met., 986b31 = A 24). Teofrast el va secundar en aquest punt i Simplici afegeix que, malgrat que la deessa qualifica de «conjectural» i «enganyós» el discurs de la segona part, no el considera completament fals (Física, 39, 10-12 = A 34).
Jaeger, seguint Reinhardt, va pensar que a Parmènides se li va presentar la necessitat d'explicar l'origen de l'aparença enganyosa. I no va tenir un altre mitjà que el de narrar l'origen del món constituït per les aparences, és a dir, el de compondre una cosmogonia. Owen sosté que el contingut de la segona part és un recurs merament dialèctic, i que no implica una afirmació ontològica.

##### Elements primordials de la cosmologia
En el fragment 8, han estat presentats els elements que componen l'oposició a la qual es pot reduir el món de l'aparença: φλογός αἰθέριον πῦρ (phlogós aitherion pŷr, «eteri foc de la flama», v. 56) i νύξ (nýx, «nit», v. 59). Al fragment 9, Parmènides fa un pas més. Manté la denominació «Nit», però presenta una nova denominació per al primer oposat. L'anomena φάος (pháos, «llum», v. 1). A aquesta parella de contraris es pot reduir tot el sensible, i participen tots dos per igual de tota la realitat. Les coses poden reduir-se a manifestacions d'aquests oposats. Es pot considerar que aquestes formes encapçalen una llista d'oposats, que serveixen de qualitats a les coses sensibles. Atenint-nos als fragments propis de Parmènides, la taula quedaria com segueix:
| Llum (φάος – B9, 1) / Foc (πῦρ – B8, 56) | Nit (νύξ – B8 i B9)         |
| ---------------------------------------- | --------------------------- |
| suau (ἤπιον – B8, 57)                    | ---                         |
| ---                                      | compacte (πυκινόν – B8, 59) |
| lleuger (ἐλαφρόν – Β8,57)                | pesat (ἐμβριθές – B8, 59)   |
| dreta (B17)                              | esquerra (B17)              |
| masculí (B17)                            | femení (B17)                |

Els doxògrafs, seguint Aristòtil, hi afegeixen:
| Llum / Foc    | Tenebres |
| ------------- | -------- |
| calent        | fred     |
| foc           | terra    |
| ens           | no ens   |
| causa / agent | matèria  |
| subtil        | dens     |

Simplici tenia clar que assignar-li al foc l'atribut d'agent (cosa que ja havia fet Alexandre d'Afrodisia, en el seu Comentari a la Meteorologia d'Aristòtil, 31, 7 = A 7) era un error (Física, 38, 18-28). En l'actualitat, es dubta molt de la fiabilitat de tots aquests testimoniatges dependents d'Aristòtil, encara que reflecteixin creences cosmogòniques anteriors i no sigui massa arriscat considerar el Foc com l'actiu i la Terra com el passiu.
El fet que la deessa indiqui (B 9) que tot (πᾶν, pân) està ple (πλέον ἐστίν, pléon estín) d'ambdues per igual (ἴσων ἀμφοτέρων, ísōn amphotérōn), ha generat certes reflexions a tenir en compte. No és unànime el valor de ἴσων: Fränkel ho interpreta com «d'igual rang», i exclou la possibilitat que tingui un valor quantitatiu, i en això és secundat per Coxon (equal in status) i Schofield, que afegeix que aquest atribut d'igualtat contradiu la interpretació d'Aristòtil, segons la qual una forma «és» i l'altra «no és» (Met. 986b31). També Eggers Lan s'adhereix a aquesta comprensió, notant que la realitat sensible que descriu aquesta segona part del poema compleix amb certs requisits formulats en la primera part, tals com els d'homogeneïtat i continuïtat. Guthrie, en canvi, sosté que aquest ἴσων pot també referir-se a una igualtat en quantitat o en extensió, recolzant-se en una expressió pitagòrica (citada per Diògenes Laerci, en Vides, VIII, 26) en què es postula la igualtat d'extensió (ἰσόμοιρα) en el cosmos, de llum i foscor; i en una altra de Sòfocles (Electra, 87): «oh, aire, que recobreixes per igual (ἰσόμοιρ') la terra!».
La idea d'agrupar sota el parell oposat fonamental tots els seus atributs té el seu paral·lelisme en la taula dels oposats de Pitàgores (58 B 4-5 = Met., 986a23). Per descomptat, en la taula parmenidiana cal excloure les oposicions que no siguin sensibles.
El fragment 17 associa el masculí amb la dreta i el femení amb l'esquerra, però no aquests oposats amb la resta de l'esquema. Fins i tot, alguns testimoniatges assenyalen que, per a Parmènides, el femení estava associat amb el calent (Aristòtil, De part. an. 648a25 = A 52), i que el masculí estava vinculat amb el dens (Aeci, V, 7, 1-7 = A 53). Això situaria el femení del costat del foc, però també, en contra de l'esperat per a una mentalitat grega (sobretot comparant aquest resultat amb la taula pitagòrica), la dreta amb la llum i l'esquerra amb el fosc. Guthrie conclou que masculí/femení segurament no eren contraris purs, i que no complien la mateixa funció com a oposats cosmogònics i pel que fa a l'embriologia, en què l'observació i l'orientació empírica permetien una major varietat d'opinions sobre el rol dels contraris.
La comparació amb els oposats pitagòrics va portar a John Burnet a postular que Parmènides, en aquesta segona part, duu a terme probablement un esbós de la cosmologia pitagòrica. Raven s'oposa a aquesta interpretació, al·legant que en Parmènides no trobem ni els oposats límit/il·limitat, ni al·lusions a l'equació «coses = nombres», ni trobem comentaristes antics que diguin que existeixen rastres de doctrina pitagòrica en el seu poema. En canvi, sí que es troben elements completament aliens al pitagorisme, com els «anells» del fragment 12. Finalment, tots els comentaristes antics van considerar la via de l'opinió com a invenció pròpia de Parmènides.

##### Astronomia, meteorologia i cosmogonia
La deessa parmenidiana presenta un ordre còsmic que és summament difícil de reconstruir (en això, es tenen en compte aquí el fr. B 12 llegat per Simplici en la seva Física, 39, 14 i 31, 13, i el resum d'Aeci II, 7, 1 = fr. A 37), a causa de l'escassetat i foscor dels fragments, i així ho reconeixen els especialistes. Raven indica que aquest sistema astronòmic té escassa importància, i que és «virtualment impossible» reconstruir-lo. Guthrie directament diu que és impossible. M. Schofield opina exactament el mateix.
No obstant això, hi ha algunes coses per dir, incloent-hi els testimoniatges antics, sobre el contingut. Plutarc diu en adv. Colotem 1114b (B10) que, a partir dels oposats originaris, Parmènides elabora un ordre en el qual s'inclouen la terra, el cel, el sol, la lluna, l'origen de l'ésser humà, i que «no va deixar de discutir cap de les qüestions importants». Simplici, en De Caelo, 559, 26 (B11), diu que Parmènides també va tractar sobre les parts dels animals. Plató el posa al costat d'Hesíode com a creador d'una teogonia (Banquet, 195c), i Ciceró dona notícies que el poema contenia certes divinitats abstractes hesiòdiques (Teogonia, 223-232), com l'Amor, la Guerra i la Discòrdia (De Natura Deorum, I, 11, 28 = A37).

Reconstrucció de la cosmologia parmenidiana, segons J. S. Morrison (1955:63). Considera que el descrit en el fragment 12 del poema i en el comentari d'Aeci és un sistema d'anells superposats. La Terra no és una esfera, i l'esquema respecta, en línies generals, la cosmologia grega tradicional. El sòlid al lloc central, així com el que envolta tot és èter. Situa la deessa Ananké en un hipotètic anell mixt sota la Terra

Reconstrucció de la cosmologia de Parmènides, segons Areyh Finkelberg (1986:317). Aquest autor s'afegeix a aquells que consideren que Parmènides va seguir un model pitagòric de l'univers, amb la Terra esfèrica situada enmig d'un sistema d'anells concèntrics. Identifica els anells ignis, tant el subterrani com el perifèric, amb l'èter. La deessa central s'identificaria amb el foc subterrani

Els fragments 10 i 11 confirmen l'expressat pels testimoniatges, almenys pel que fa al Sol, la Lluna, i el cel, encara que també inclou l'èter, els estels, les constel·lacions (n.b.: la paraula σήματα que fa servir Parmènides pot significar tant «constel·lacions» com «signes») i la Via Làctia, i elements mítics com l'Olimp. El fragment 10 li dona un rol preponderant a la necessitat (Ἀνάγκη, Anánkē), que obliga el cel a mantenir els estels en els seus límits (πεῖρατα), passatge en el qual Schofield veu reminiscències de versos anteriors: p. ex., en el fr. 8, v. 26, en què s'esmenten els «límits» de l'ens, o en els versos 30-31 del mateix fragment, en els quals la mateixa necessitat encadena l'ens perquè sigui perfecte, i en el mateix fragment i amb el mateix sentit els versos 42 i 49. Li sembla que, en un intent per salvar les opinions, les aproxima a la descripció d'allò que és real de la primera part.
La identitat d'aquesta deessa que manté els límits no és unívoca. Reapareix en altres dos contextos: al fragment 12, citat per Simplici, se li dona el nom indeterminat de δαίμων (dáimōn, «deessa» o «dimoni») i el rol de presidir el naixement i l'atracció dels sexes. Plutarc (Amat., 756e-f) li dona el nom d'Afrodita, abans de citar el fragment 13, que l'assenyala com la mare d'Eros.
El començament del fragment 12 i les anotacions d'Aeci (II, 7, 1 = A37) serveixen per a introduir en la cosmologia certs στεφάναι (stephánai, que ha de traduir-se per «anells» i no per «corones», com fa Ciceró en De nat. deor., I 11, 28 = A37) i coordinen tots els elements cosmològics, tant els oposats sensibles com la necessitat. Aquesta última, la situa al centre del sistema, i Aeci la identifica amb Dike, Δίκη, present en el proemi, aquí presidint el moviment i el naixement. Alguns anells eren de foc pur i uns altres de barreja de foc i foscor, i també n'hi ha del rar o subtil i del dens. Envoltant-ho tot hi ha un mur sòlid. La doctrina dels anells sembla influència d'Anaximandre (12 A 11 i Aeci, II, 20, 1; 21, 1 i 16, 5) i d'Hesíode, Teogonia, 382, en què parla del cel «coronat» i dels estels.
El rol de la necessitat en el sistema és comparat pels especialistes amb aquell que Plató dona al mite d'Er (República, 616b-621d). Allí Plató la situa al centre de certes cassoles disposades concèntricament, representant cadascuna les esferes celestes que sostenen els estels fixos, els astres propers, els planetes, la lluna i el sol. Guthrie també assenyala que aquesta cosmologia i la del mite d'Er són d'arrel pitagòrica. En la cosmologia pitagòrica, el centre de l'univers generalment es va identificar amb Hestia (en els sistemes pitagòrics no geocèntrics com el de Filolau) i amb la Mare Terra (en els sistemes pitagòrics geocèntrics).
S'han intentat diverses reconstruccions dels estrats anulars concèntrics i la seva identificació amb els elements substancials del cosmos, a partir de la interpretació del fragment d'Aeci (A 37) i altres testimoniatges doxogràfics.
1. El mur sòlid que envolta tot, de vegades ha estat identificat amb l'èter,[223][224] però en general pensat com a diferent de qualsevol altre element.[225][226]
2. Un anell igni, on està l'estrella de l'alba (Aeci indica que Parmènides la va identificar amb la vespertina, fragment A40a). Alguns especialistes indiquen que aquest anell és eteri, però difereixen entre ells quant a la ubicació d'altres astres: se situen aquí el Sol i els astres,[225] o s'entén que es troben realment en anells inferiors de naturalesa mixta.[226]
3. Els anells de naturalesa mixta. L'anell superior d'aquests és el cel pròpiament dit on es troba el Sol i, una mica més a baix, la Via Làctia i, més a prop del dens, la Lluna.[224][226]
4. Els anells «densos», la substància dels quals és la «nit». Molts especialistes identifiquen aquest anell amb la Terra.[223][224][226]
5. Un anell de foc subterrani.
6. Un centre sòlid, identificat de vegades amb la Terra,[225] concepció que altres estudis han criticat àmpliament.[223][226]

Diògenes Laerci atribueix a Parmènides que fos el primer a sostenir la idea que la Terra té forma esfèrica i que està situada al centre (Vides, IX 21), però ell mateix cita testimoniatges que afirmen que va ser Pitàgores i no Parmènides qui va defensar aquestes idees (Vides, VIII, 48) i també que va ser Anaximandre (Vides II, 1). Més enllà dels evidents dubtes que aquestes afirmacions contradictòries generen, Guthrie creu que en això Parmènides va seguir, a grans trets, la descripció del món físic de Pitàgores. També interpreta que la paraula del fragment 15a ὑδατόριζον (hydatórizon, «arrelada en l'aigua»), referida a la Terra, ha d'entendre's no en el sentit de l'opinió de Tales de Milet que la Terra surava en l'aigua, sinó més aviat en una al·lusió al món homèric, que situava dins l'Hades diversos rius (v. Od. X, 513).

Reconstrucció de la cosmologia de Parmènides, segons A. H. Coxon (1986:237-243). Postula que es descriu en el fragment un model còsmic similar al que s'atribueix als pitagòrics (fr. A 79a) o a Anaximandre i que després es va representar mitjançant l'esfera armil·lar: els "anells" del fragment B 12 són zones del cel delimitades per les projeccions celestes de l'equador, els tròpics i els cercles àrtics i antàrtics. Aquest model concorda amb aquells testimoniatges que atribueixen a Parmènides la clàssica divisió de la Terra en cinc zones (A 44a) i els anells són les seves projeccions celestes: els dos anells contigus a l'equador són de foc pur, i les zones subtropicals són de barreja. El que envolta els pols és pura nit. L'eclíptica és l'anell d'èter, que Coxon identifica amb la deessa que governa tot. Això últim ve recolzat pel testimoniatge d'Aeci que indica que la deessa és l'anell situat «més al centre», i pel rol que en l'antiguitat es donava al moviment del sol i els planetes -moviment que es dona en aquest plànol inclinat- en els processos cíclics de generació i corrupció, processos que el fragment 12 assenyala com dirigits per la deessa

Els fragments 14 i 15 es refereixen a la Lluna: «llum aliena (ἀλλότριον φώς) brillant entorn de la terra» i «mirant sempre al sol». Els testimoniatges antics van creure identificar aquí l'observació que la Lluna reflecteix els raigs del Sol. Aeci atribueix a Parmènides l'asserció (II, 26, 2 = A 42), però no com a autor de la idea: abans ja ho havia dit Tales, i després s'hi van adherir Parmènides i Pitàgores (II, 28, 5 = A42). D'altra banda, Plató li atribueix la idea a Anaxàgores. Alguns especialistes moderns també creuen que aquí s'afirma que la Lluna reflecteix els raigs solars, però Guthrie indica que ἀλλότριος φώς és un gir homèric que significa simplement «estranger», sense referència a la llum (Ilíada, V, 214; Odissea, XVIII, 219), per la qual cosa el fragment 14 no contindria aquesta idea. A més, no hi ha possibilitat de confirmar que alguna d'aquestes afirmacions astronòmiques siguin realment de Parmènides: no sols els testimoniatges es contradiuen en la notícia de l'autoria del descobriment, el mateix Aeci diu en una altra part que Parmènides havia pensat que la lluna era de foc (A 43) —cosa que implica que pensava que tenia llum pròpia.
Al fragment 15è consta una sola paraula: ὑδατόριζον: «arrelada en l'aigua», adjectiu referit, segons el seu transmissor (sant Basili) a la Terra. Remetent, segons alguns especialistes, a la tradició homèrica que concebia Oceà com l'origen de totes les coses (Ilíada, XIV, 246), per a uns altres, a les arrels de la Terra esmentades per Hesíode (Teogonia, 728) i Xenòfanes de Colofó (21 A 41), o bé a la idea de Tales segons la qual la Terra sura sobre l'aigua. Finalment, a alguns els sembla innecessari considerar seriosament aquest fragment, en vista de l'abundància i riquesa de la resta del poema.

##### Embriologia
Una sèrie de testimoniatges (Aeci, Censorí Timó i Lactanci en 53aC i A 54aC) assenyala que Parmènides es va interessar per l'embriologia. Aquest fet es veu confirmat per dos fragments, un d'original, que transmet Galè (B 17), i un altre traduït mètricament al llatí per Celi Aurelià (B 18).
El primer fragment referit (B 17) conté una indicació sobre el costat en el qual és concebut cadascun dels sexes en el si de la mare:
| « | per la dreta nens, per l'esquerra nenes | » |

L'explicació dels doxògrafs completa el quadre: el sexe de l'embrió depèn, d'una banda, del costat del qual s'engendri en la matriu, i per un altre, del costat d'on vingui la llavor del pare. Però el caràcter i els trets de ser engendrat depenen de la barreja de les potències masculines i femenines (B 17). De tal forma que:
1. Si el semen prové del costat dret i s'allotja a la dreta de la matriu, l'embrió serà un home ben constituït i masculí.
2. Si el semen prové del costat esquerre i s'allotja a l'esquerra de la matriu, el resultat és una femella amb trets femenins.
3. Quan el semen ve de l'esquerra, i s'allotja a la dreta de l'úter, dona lloc a un home, però amb trets femenins tals com a bellesa destacada, blancor, petita alçada, etc.
4. Si el semen té origen a la dreta i descendeix a l'esquerra de l'úter, aquesta vegada forma una dona, però amb trets marcadament masculins: virilitat, alçada excessiva, etc.[233]

Schofield assenyala que aquí sembla haver-hi una influència d'Alcmeó de Crotona i la seva doctrina de la salut, la qual era concebuda com una «igual distribució» (ἰσονομία) de les forces (24 B 4). Eggers Lan creu veure-hi en la barreja de poders una de referida als principis cosmològics «Llum» i «Nit». Aquesta concepció és oposada a la d'Anaxàgores, que segons Aristòtil (de Generatione animalium, IV, I 763b 30) afirmava que només la llavor masculina determina el sexe.
Guthrie va assenyalar que hi havia algunes contradiccions entre el fragment B 16 i els testimoniatge d'Aristòtil (A 52) i Aeci (A 53), els quals atribueixen a Parmènides l'opinió que el masculí està associat amb el fred i el dens, i el femení amb el càlid i el subtil. Això trastocaria inevitablement la concepció grega general, que associa la part dreta a la llum i la calor, i la part esquerra a la foscor i al fred. Tudela no deixa d'indicar que els testimoniatges són ambigus, ambigüitat a la qual cal afegir que un dels fragments és una traducció de dubtosa fidelitat.

##### Teoria del coneixement sensible
Teofrast, deixeble d'Aristòtil, en consignar l'opinió de Parmènides sobre la sensació (De Sensu 3, A 46), indica que Parmènides sosté que la percepció procedeix per semblança. Així com Empèdocles després va dir que «veiem la terra amb terra, l'aigua amb aigua» (31 B 109), ell va sostenir, d'acord amb la seva doctrina dels contraris sensibles, que la percepció mortal depèn de la barreja d'aquests oposats en les diferents parts del cos (μέλεα). Però, seguint la interpretació del seu mestre sobre els oposats parmenidians, diu que el pensament que sorgeix del calent és més pur. Fränkel va pensar, per això, que aquesta teoria del coneixement valia no solament per a la percepció sensible, sinó també per al pensament d'«el que és». Vlastos sosté que la identitat del subjecte i l'objecte de pensament val tant per al coneixement del que és (B3) com per al coneixement sensible, encara que accepta que «el que és» és «tot idèntic» (B8, v. 22), mentre que l'estructura del cos és una mixtura d'elements diferents, i que la preponderància de la llum no justifica físicament el coneixement d'«el que és». La manera de concebre un coneixement pur no és imaginant una situació en la qual el cos tingui més llum, sinó que aquest sigui de pura llum, i això és el que Parmènides realitza en el viatge relatat en el proemi. Altres comentaristes no estan d'acord a traslladar aquesta explicació «física» al plànol de la via de la veritat. Guthrie i Schofield remarquen la pertinença exclusiva d'aquesta teoria al camp del sensible, de l'opinió mortal.

##### Final de la cosmologia
El fragment B 19, transmès per Simplici en la seva De Cael, 558, 8-10, se situa al final del discurs sobre el sensible. Reafirma els conceptes abocats abans (fr. B 8, vv. 50-61): sobre l'estret lligam de la cosmologia amb l'opinió (v. 1), sobre la corruptibilitat dels elements del cosmos i la seva pertinença al temps (v. 1 i 2), i sobre la constitució «nominal» d'aquest cosmos (v. 3).

## Opinions sobre Parmènides

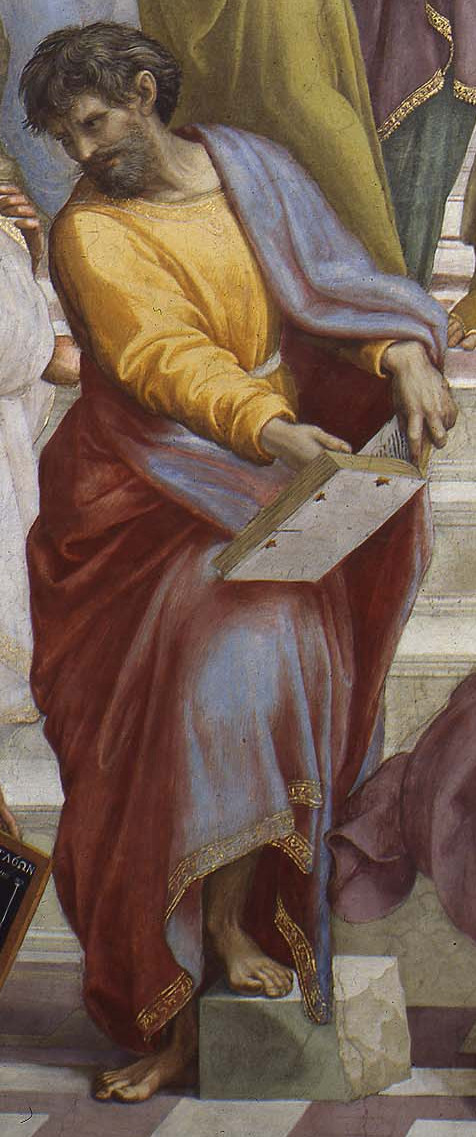
Parmènides. Detall de l'Escola d'Atenes de Rafael

D'entre els més rellevants filòsofs i pensadors:
- Plató, per mitjà dels personatges dels seus diàlegs, l'anomena «el Gran» (Sofista, 237 a), «pare» (241 d), fa dir a Sòcrates que Parmènides és «venerable i temible alhora (...) se'm va revelar en ell una magnífica i molt poc freqüent profunditat d'esperit» (Teetet, 183 i).
- Aristòtil reconeix que Parmènides té una posició especial dins dels primers filòsofs, i el distingeix dels «fisiòlegs» o filòsofs de la natura, ja que el seu pensament torna impossible saber sobre aquesta (De Cael, 298b 14-24; Física, 184b15). Alhora, el destaca del grup dels monistes, per manifestar una visió sobre l'un més profunda, segons el concepte, i no segons la matèria (Metafísica, 986b10-30).
- Hegel diu d'ell: «Amb Parmènides va començar el filosofar autèntic; en això, cal veure l'ascens al regne de l'ideal. Un home s'allibera de totes les representacions i opinions, negant qualsevol veritat en aquestes i diu: Només la necessitat, l'ésser, són vertaders».[242]
- Heidegger ha reconegut la intel·lecció de Parmènides com el començament de la història de la metafísica, és a dir, el descobriment del principi de la metafísica.[243]

D'entre els historiadors de la filosofia i els filòlegs:
- William Keith Chambers Guthrie observa que la figura de Parmènides és una fita fonamental que divideix en dos el curs de la filosofia presocràtica, perquè va deturar la indagació sobre l'origen i la constitució de l'univers i va reorientar el rumb del pensament arcaic.[8]
- Allan Hartley Coxon sosté que, enfront dels altres presocràtics anteriors que van descobrir els principis del que actualment es coneix com a ciència, Parmènides va ser el primer filòsof genuí del món grec, el fundador de la filosofia europea i el primer metafísic pròpiament dit.[244]
- Alberto Bernabé Pallers diu que:

| « | «L'especulació de Parmènides d'Èlea hauria de deixar una empremta inesborrable en la trajectòria del pensament anomenat "presocràtic". A partir d'ell, tant si es van acceptar les seves idees (com van fer altres filòsofs d'Èlea com Zenó i Melissos) com si es van proposar alternatives (cas d'Empèdocles, Anaxàgores o els atomistes), els filòsofs que el van seguir no van tenir més remei que partir de les seves formulacions i intentar resoldre les seves apories, per la qual cosa l'especulació posterior hauria d'orientar-se per camins molt diferents dels que s'havien pres anteriorment.» | » |

El judici de la posteritat sobre la importància de la seva obra, malgrat la diversitat de les raons, és unànime: Parmènides és una figura de primer ordre en el panorama de la filosofia grega i de tot el pensament occidental.

## Taula de correlació de fragments - cites
| Diels-Kranz | Coxon | Autor                                                 | loc. cit. |
| ----------- | ----- | ----------------------------------------------------- | --- |
| 28 B 1      | 1     | Sext Empíric / Simplici                               | Adversus Mathematicos VII 111ss / In Aristotelis De Caelo comm. 557, 28                                                                             |
| 28 B 2      | 3     | Procle/Simplici                                       | In Platonis Parmenidem comm. 1078 4-5 i In Platonis Timaeum comm. I, 345, 18-27 / In Aristotelis Physica comm. 116, 25                              |
| 28 B 3      | 4     | Clement d'Alexandria/Plotí                            | Stromateis VI 23 / Enéada V 1, 8 i 9, 5 |
| 28 B 4      | 6     | Clement d'Alexandria/ Procle/Teodoret/Damasci         | Stromateis V, 15 / In Platonis Parmenidem comm. 1152 37/Curació de les malalties gregues I, 72 / Dubtes i solucions sobre els primers principis, 34 |
| 28 B 5      | 2     | Procle                                                | In Platonis Parmenidem comm. 708, 16 |
| 28 B 6      | 5     | Simplici                                              | In Aristotelis Physica comm. 117, 2 |
| 28 B 7      | 7     | Plató / Aristòtil / Sext Empíric / Simplici           | Sofista 237a / Metafísica, XIV II 1089a2 / Adversus Mathematicos VII 111 / In Aristotelis Physica comm. 144, 29                                     |
| 28 B 8      | 8     | Simplici / Clement / Plató / Aristòtil                | In Aristotelis Physica comm. 145, 1-28; 146, 1-24 i 38, 31-39 / Stromateis V 113 / Teetet 180d, Sofista 244i / Física III, 6,207a 15                |
| 28 B 9      | 11    | Simplici                                              | In Aristotelis Physica comm. 180, 9-12 |
| 28 B 10     | 9     | Clement d'Alexandria                                  | Stromateis V, 138 |
| 28 B 11     | 10    | Simplici                                              | In Aristotelis de Caelo comm. 559, 22-25 |
| 28 B 12     | 12    | Simplici                                              | In Aristotelis Physica comm. 39, 14-16 i 31, 15-17                                                                                                  |
| 28 B 13     | 13    | Plató / Aristòtil / Plutarc / Sext Empíric / Simplici | Banquet 178b / Metafísica984b 23-26 / Amatorius XIII / Adversus Mathematicos IX 9 / In Aristotelis Physica comm. 39, 18                             |
| 28 B 14     | 14    | Plutarc                                               | Adversus Colotem 1116a |
| 28 B 15     | 15    | Plutarc                                               | De facie quae in orbe lunae apparet 16, 929b i Quaestiones romanae 76, 822b                                                                         |
| 28 B 15a    | 16    | Anònim                                                | Escolio a les Homiliae in Hexaëmeron 25 |
| 28 B 16     | 17    | Aristòtil / Teofrast                                  | Metafísica 1009b 22-25 / De sensu III |
| 28 B 17     | 18    | Galè                                                  | in Hippocratis llibres Epidemiarum VI, comm. 2 |
| 28 B 18     | 19    | Celi Aurelià                                          | Morb. Chron. IV, 9 |
| 28 B 19     | 20    | Simplici                                              | In Aristotelis de Caelo comm. 558, 9-11 |